# نظارت جهانی
نظارت جهانی نظارت گسترده بر تمام مردم، فراتر از مرزهای ملی است. ریشه‌های این نظارت به میانه سده ۲۰ (میلادی) و توافق یوکی‌یواس‌ای (UKUSA) بین بریتانیا و ایالات متحده آمریکا باز می‌گردد. پس از آن با پیوستن کانادا، استرالیا و نیوزیلند به این پیمان، اتحادیه فایو آیز تشکیل شد. این اتحادیه با توافقنامه‌های همکاری با چندین کشور دیگر، فعالیت خود را توسعه داد. در نهایت در سال ۱۹۷۱ (میلادی) این توسعه به شبکه نظارت جهانی به نام اشلون انجامید.

کشورهای عضو اتحادیه فایو آیز شامل ایالات متحده آمریکا، بریتانیا، کانادا، استرالیا و نیوزیلند

تا زمان افشاگری‌های جاسوسی گسترده (از سال ۲۰۱۳ تا کنون) توسط ادوارد اسنودن که بحث‌های گسترده‌ای را در ارتباط با حق حریم خصوصی در عصر اطلاعات پدید آورد، به‌طور عمده، دولت‌ها و رسانه‌های جریان اصلی این کشورها موجودیت این نظارت جهانی را به صورت رسمی اعتراف نمی‌کردند.

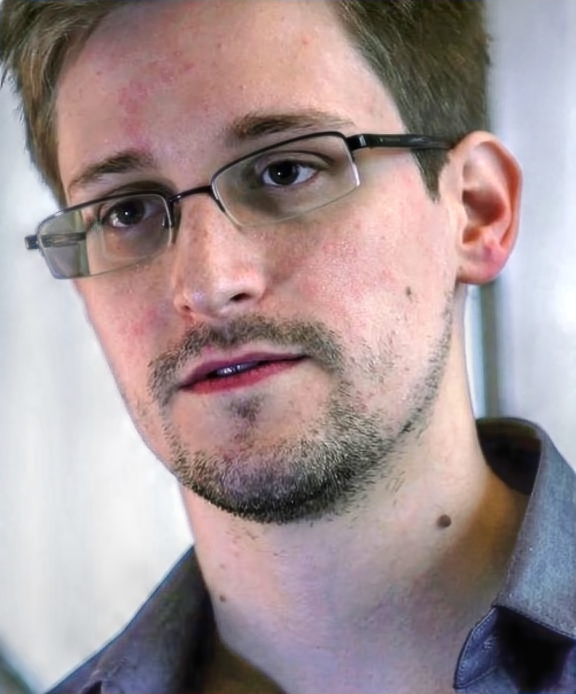
اتحاد فایو آیز پس از جنگ جهانی دوم پدید آمد تا کشورهای آنگلوسفر که قدرت برتر را در دست دارند بتوانند در هزینه‌ها و همرسانی اطلاعات با یکدیگر همکاری کنند. ...نتیجه این جنگ، پس از چند دهه، پیدایش یک سازمان اطلاعاتی فرا ملی است که حتی به دولت‌های کشورهای خود نیز پاسخگو نیستند. —ادوارد اسنودن

## ریشه‌های نظارت جهانی
ریشه‌های نظارت جهانی را می‌توان در اواخر دهه ۱۹۴۰ (میلادی) و پس از توافق بی‌آریواس‌ای یافت که بین بریتانیا و آمریکا بسته شد و در نهایت در سال ۱۹۷۱ به تشکیل شبکه نظارت جهانی به نام اشلون انجامید.

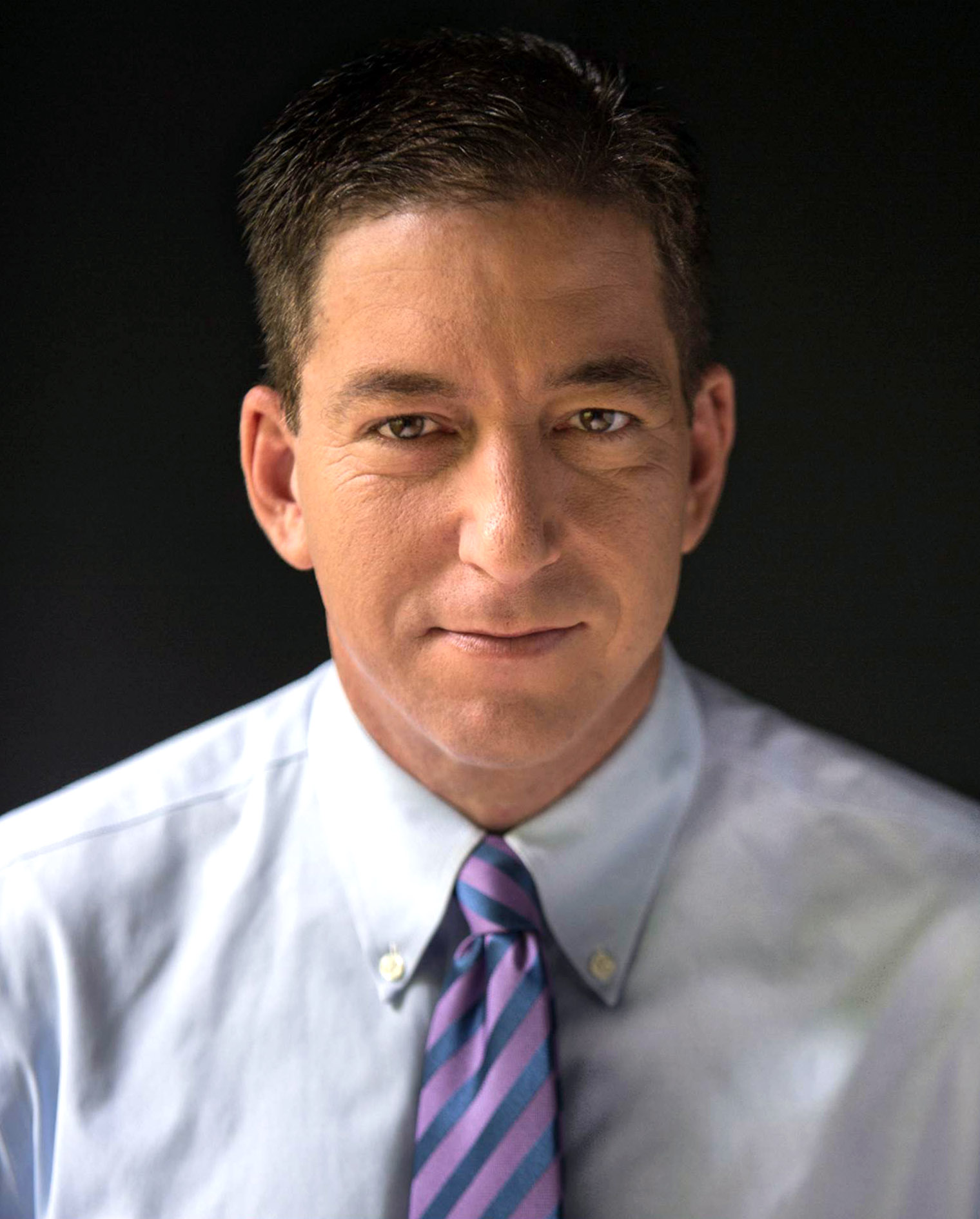
گلن گرینوالد

پس از رسوایی واترگیت و در پی آن تحقیقات کنگره به رهبری سناتور فرانک چرچ  مشخص شد که آژانس امنیت ملی ایالات متحده آمریکا (NSA) با همکاری ستاد ارتباطات دولت بریتانیا (GCHQ)، به‌طور گسترده، مانع از برقراری ارتباط میان سران جنبش ضد جنگ ویتنام مانند جین فوندا و دکتر بنجامین اسپوک می‌شدند. چند دهه بعد، در سال ۱۹۹۹ در یک پژوهش چند ساله توسط پارلمان اروپا، بر نقش آژانس امنیت ملی آمریکا در جاسوسی صنعتی به صورت "توسعه دهنده تکنولوژی نظارتی و ریسک سوء استفاده از اطلاعات اقتصادی" تأکید شد.

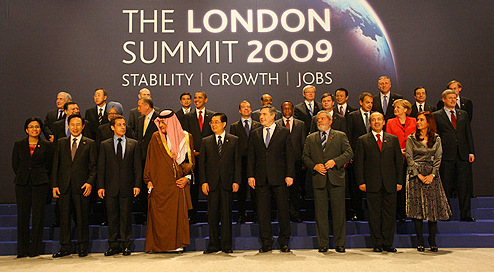
بر پایه اسناد ادوارد اسنودن در رزونامه گاردین، در جریان اجلاس ۲۰۰۹ گروه ۲۰ لندن مقامات رسمی بریتانیا یک کافی‌نت ساختگی ایجاد کرده بودند تا از کامپیوتر نمایندگان کشورها جاسوسی کرده و بر روی گوشی‌های تلفن همراه آنان کی‌لاگر نصب کنند. این موضوع به مقامات بریتانیایی امکان می‌داد که در مذاکرات دست بالا را در مذاکرات داشته باشند.

اگرچه برای عموم مردم، انتشار اسناد افشا شده از آژانس امنیت ملی آمریکا در ژوئن سال ۲۰۱۳ بود که برای نخستین بار گستردگی جاسوسی آژانس امنیت ملی آمریکا در داخل و خارج آمریکا را آشکار کرد. بسیاری از این اسناد توسط پیمانکار پیشین این سازمان ادوارد اسنودن فاش شدند. در این افشاگری‌ها هزاران سند از تعدادی از قدیمی‌ترین برنامه‌های نظارت جهانی مانند پریزم، ایکس‌کی‌اسکور، تمپورا (پروژه اطلاعاتی) افشا شدند. بسیاری از کشورهای جهان از جمله بلوک غرب و اعضای پیمان آتلانتیک شمالی (ناتو) هدف جاسوسی فایو آیز (اتحاد استراتژیک پنج کشور انگلیسی زبان) به منظور آگاهی کامل از اطلاعات از طریق تسلط بر اینترنت با ابزارهای تحلیلی مانند خبرچین بیکران بودند. همانطور که کیث بی آلکساندر رئیس آژانس امنیت ملی آمریکا در ۲۶ سپتامبر ۲۰۱۳ تأیید کرده، آژانس امنیت ملی آمریکا تمامی مکالمات همه شهروندان آمریکا را ضبط و نگهداری می‌کند. بسیاری از این داده‌ها در انبارهای ذخیره بزرگی چون مرکز داده یوتا (با مساحت یک میلیون فوت مربع یا ۹۳ هزار متر مربع) ذخیره می‌شوند که به نوشته وال‌استریت ژورنال یک ابر پروژه ۵/۱ میلیارد دلاری و نمادی از نظارت سلحشورانه یک آژانس جاسوسی است.
نیویورک تایمز در اوت ۲۰۱۲ نوشت:
امروزه، سیستم‌های نظارت جهانی در حال رشد هستند و خرده اطلاعات بسیاری چون ایمیل‌ها، تماس‌های تلفنی، پیام‌های متنی، داده‌های لوکیشن تلفن‌های همراه را گردآوری می‌کند و به وسیله فهرستی از ویروس‌های رایانه‌ای، سرگرم ساخت یک مرکز ذخیره و پردازش در مرکز داده یوتا هستند.
در ۶ ژوئن ۲۰۱۳ روزنامه بریتانیایی گاردین آغاز به افشاگری انتشار یک سری اسناد کرد که توسط یک افشاگر آمریکایی برملا شده بود. هویت این افشاگر در آن زمان نامعلوم بود. اما تنها چند روز بعد مشخص شد که او پیمانکار تحلیل‌گر سیستم پیشین آژانس امنیت ملی آمریکا و آژانس اطلاعات مرکزی آمریکا (سیا) ادوارد اسنودن است. اسنودن اسنادی را به دو روزنامه‌نگار به نام‌های گلن گرینوالد و لورا پویترس داد. گرینوالد تعداد این اسناد را ۱۵،۰۰۰ تا ۲۰،۰۰۰ سند تخمین زد. برخی از این اسناد بسیار طولانی با جزئیات دقیق و برخی دیگر تنها بسیار کوتاه بودند. در اسنادی که در بیش از ۲ ماه منتشر شدند مشخص شد که آژانس امنیت ملی آمریکا، شبکه گسترده‌ای از برنامه‌های جاسوسی ایجاد کرده که امکان رهگیری تبادلات اطلاعاتی و مکالمات تلفنی بیش از یک میلیارد نفر در چندین کشور جهان را فراهم می‌کند. بیشترین رهگیری بر چین، کشورهای عضو اتحادیه اروپا، آمریکای لاتین، ایران، پاکستان، استرالیا و نیوزیلند متمرکز بود. اگرچه اسناد منتشر شده نشان دادند که بسیاری از برنامه‌های جاسوسی، بدون توجه به محتوا، اطلاعات را به صورت فله‌ای از سرورهای مرکزی و اصلی اینترنت دریافت می‌کنند که تقریباً همواره مسئول انتقال یا تغییر مسیر اطلاعات از کشورهای دور دست هستند.
بر پایه این نظارت بر سرورهای مرکزی و اصلی اینترنت، بسیاری از برنامه‌ها با هم همپوشانی داشته و با یکدیگر مرتبط می‌شوند. اجرای چنین برنامه‌هایی که اغلب با همکاری سازمان‌های آمریکایی مانند وزارت دادگستری ایالات متحده آمریکا و اداره تحقیقات فدرال آمریکا (اف‌بی‌آی) انجام شده‌اند از سوی قانون اساسی ایالات متحده آمریکا مانند متمم‌های لایحه ۲۰۰۸ لایحه نظارت بر اطلاعات خارجی ۱۹۷۸ تصویب شده و دستورهای دادگاهی لازم برای آن‌ها توسط دستگاه سِری دادگاه نظارت بر اطلاعات خارجی ایالات متحده آمریکا امضا شده‌اند. بعضی برنامه‌های آژانس امنیت ملی آمریکا به‌طور مستقیم توسط سازمان‌های امنیتی ملی و خارجی مانند ستاد ارتباطات دولت بریتانیا، اداره سیگنال‌های استرالیا و همچنین ابرشرکت‌های خصوصی بسیار زیاد فعال در مخابرات و اینترنت مانند ورایزن کامیونیکیشنز، تلسترا ، گوگل و فیس‌بوک پشتیبانی می‌شوند.

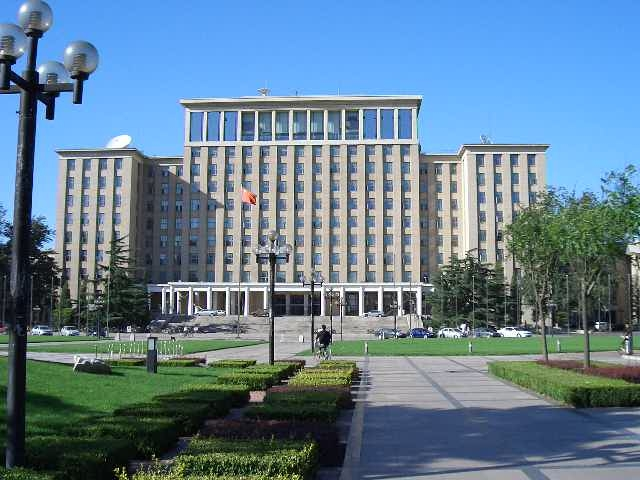
بر پایه مصاحبه ادوارد اسنودن با روزنامه صبح چین جنوبی پُست، دولت آمریکا برای سال‌ها کامپیوتر افراد غیرنظامی چینی را هم می‌کرده است. دیگر هدف با اولویت بالا، شامل موسسه‌های آموزشی مانند دانشگاه چینهوا در پکن بوده‌اند.

### اهداف
بر پایه جمع‌بندی انجام شده از اسناد فاش شده توسط اسنودن در آوریل ۲۰۱۳، به غیر از مقابله با تروریسم، این برنامه‌های نظارتی برای ارزیابی سیاست خارجی و ثبات اقتصادی دیگر کشورها و همچنین دستیابی به اسرار تجاری آن‌ها بکار می‌روند.

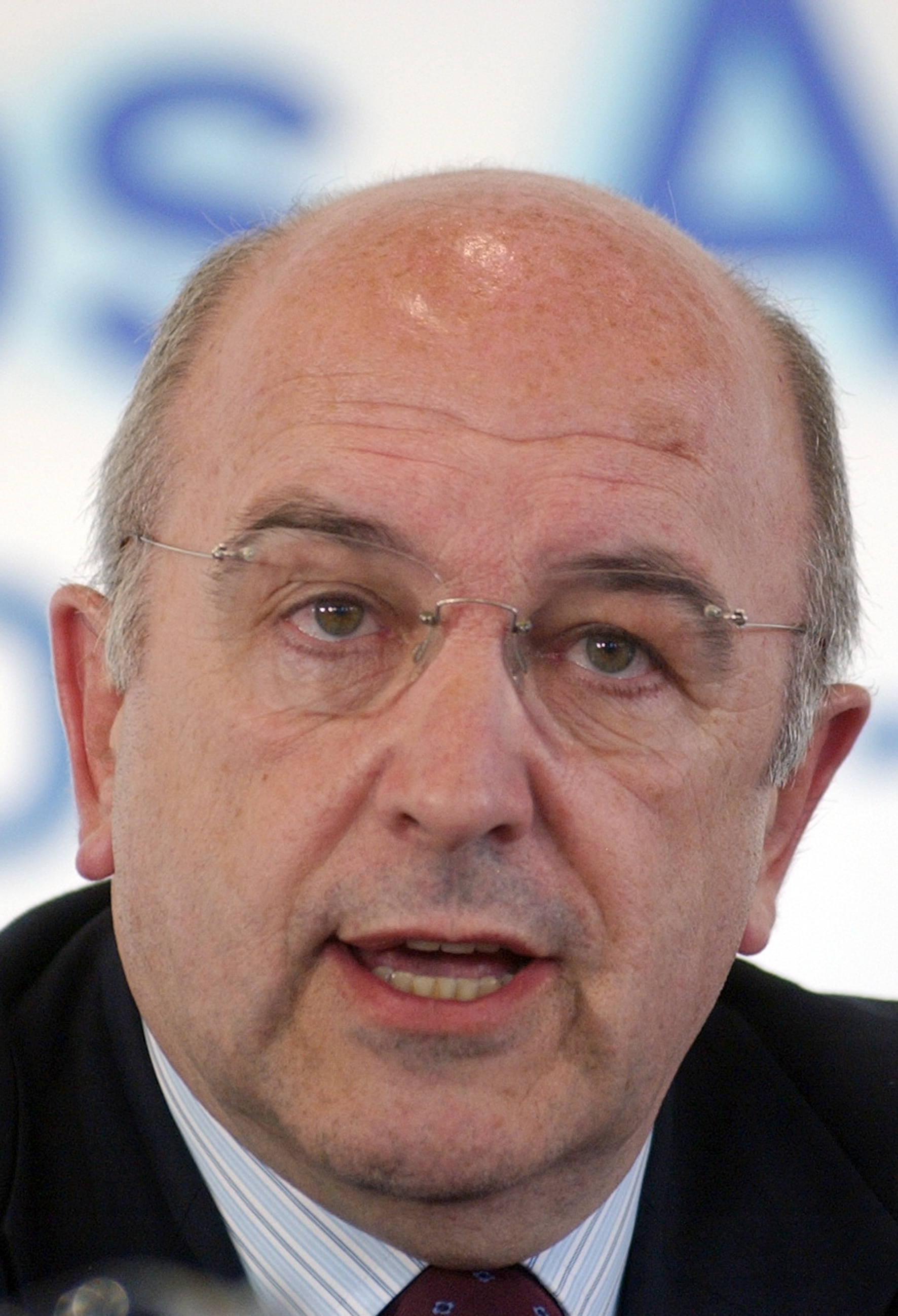
یواخین آلمونیا نایب‌رئیس کمیسیون اروپا و کمیسیون اروپا در امور رقابت هدف ستاد ارتباطات دولت بریتانیا بوده‌است.

گلن گرینوالد در بیانیه‌ای خطاب به کنگره ملی برزیل در اوایل آگوست ۲۰۱۳ مدعی شد که دولت آمریکا از ضدتروریسم به عنوان بهانه‌ای برای نظارت مخفیانه با هدف برتری‌جویی در رقابت تجاری، صنعتی و اقتصادی نسبت به دیگر کشورها استفاده می‌کند. اسنودن در دسامبر ۲۰۱۳ در نامه‌ای به دولت برزیل نوشت که "هدف این برنامه‌ها، هیچگاه درباره تروریسم نبوده است. این برنامه‌ها با هدف جاسوسی اقتصادی، کنترل اجتماعی و دستکاری سیاست‌های کشورها اجرا می‌شوند. هدف این برنامه‌ها کسب قدرت است". بر پایه گفته‌های یکی از اعضای هیئت کاخ سفید، آژانس امنیت ملی آمریکا مانع هیچ حمله تروریستی نشده‌است. هرچند که رئیس آژانس امنیت ملی آمریکا گفته که این برنامه‌های نظاری جلوی ۵۴ توطئه تروریستی را گرفته‌اند.

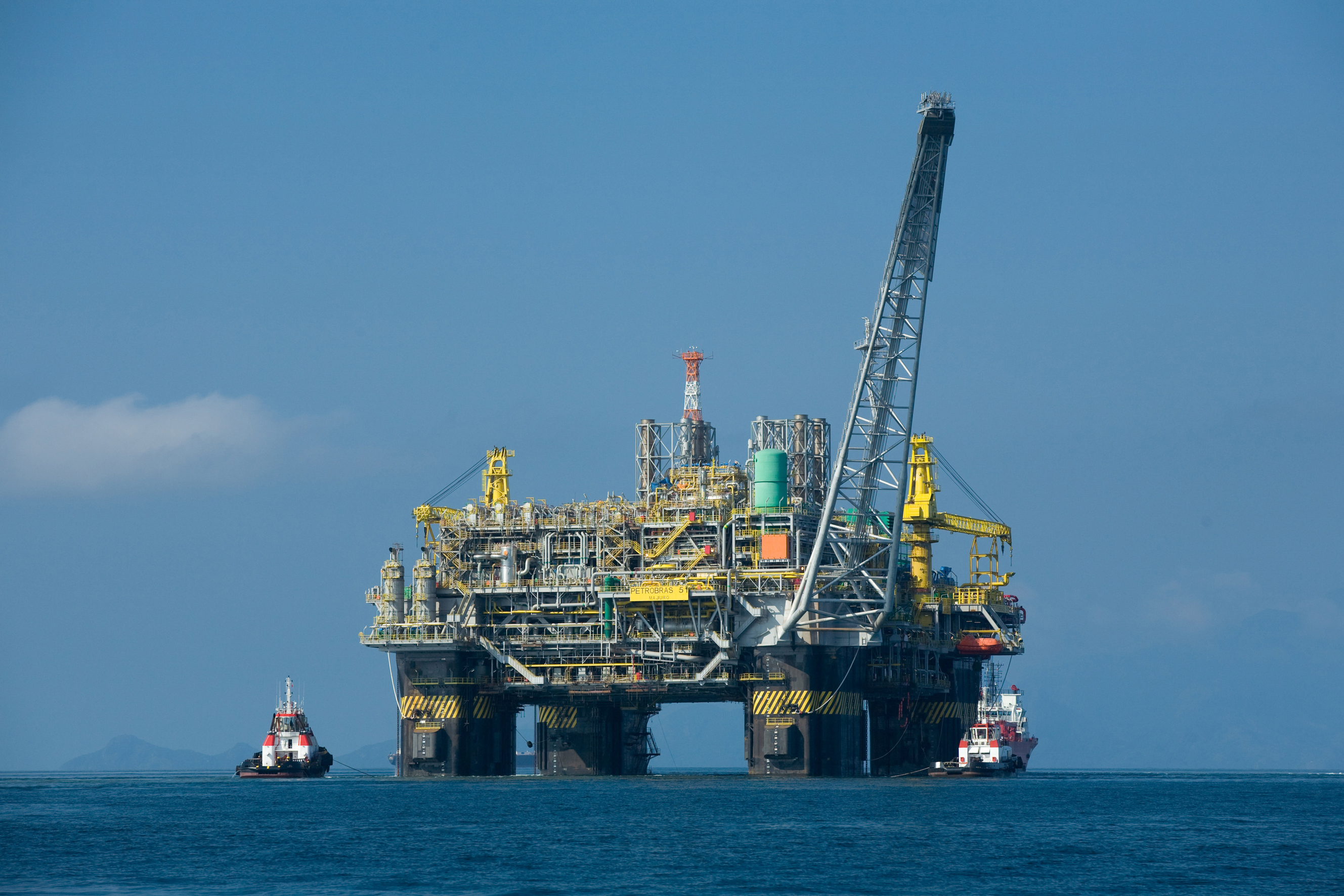
پتروبراس شرکت پیشتاز در حفاری در آب‌های عمیق هدفی برجسته برای دولت آمریکا است.

در مصاحبه منتشر شده‌ای در اشپیگل به تاریخ ۱۲ آگوست ۲۰۱۳ مایکل هیدن رئیس پیشین آژانس امنیت ملی آمریکا اعتراف کرد که "ما (آژانس امنیت ملی آمریکا) اسرار را می‌دزیم، ما در این کار از همه برتریم". همچنین گفت که "هدف ما از دزدی، ایجاد امنیت است و نه ثروت".
بر پایه اسناد مشاهده شده توسط رویترز این "اسرار" متعاقباً برای تحقیقات جنایی در اختیار مقامات سراسر کشور قرار می‌گیرند. مأموران فدرال دستور به «بازسازی» منبع این اسرار می‌دهند تا بر منبع واقعی این اسرار "سرپوش بگذراند".

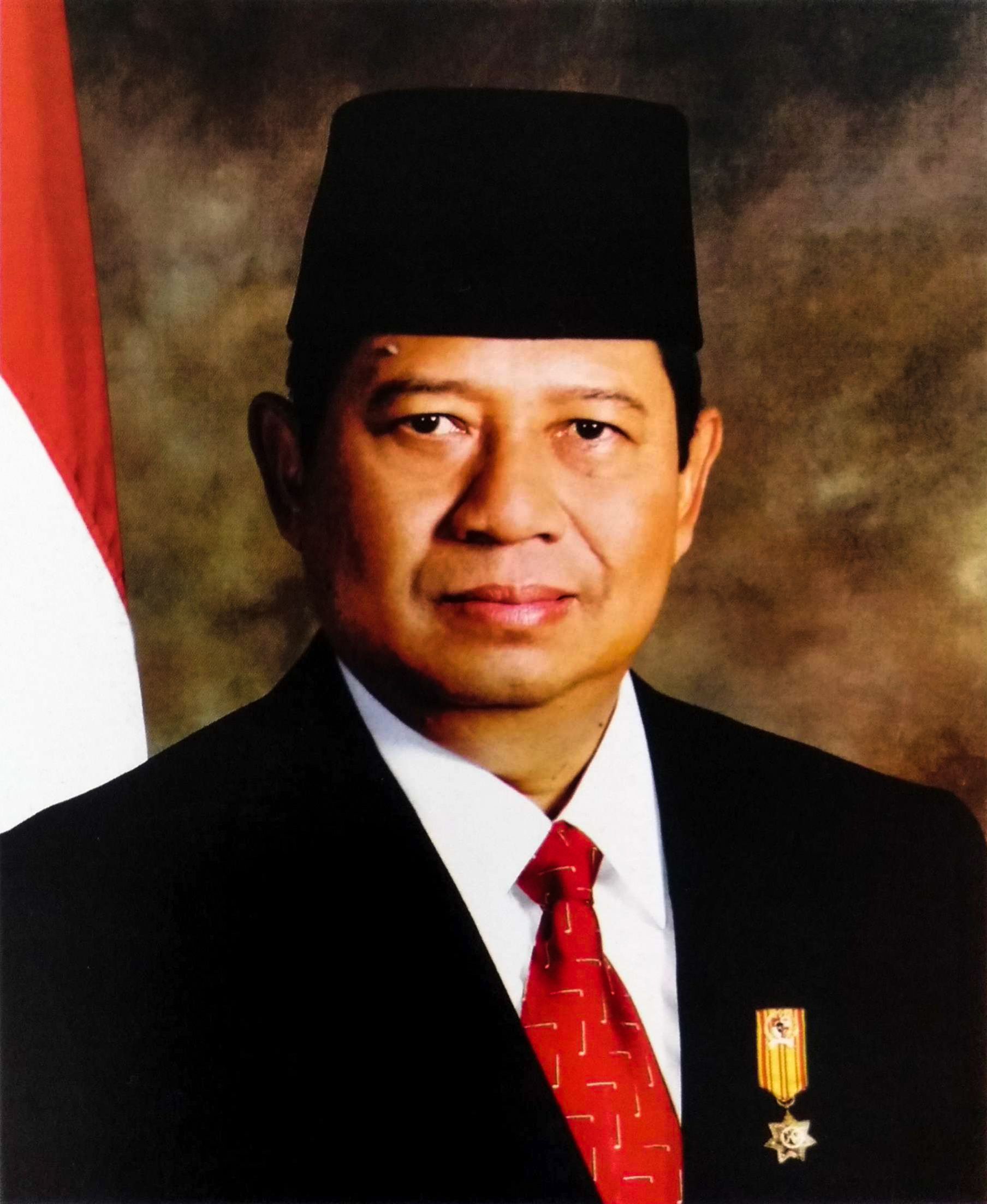
رئیس‌جمهور اندونزی سوسیلو بامبانگ یودهویونو و همسرش تحت نظارت اداره سیگنال‌های استرالیا بوده‌اند. در زمان کنفرانس تغییر اقلیم سازمان ملل در سال ۲۰۰۷ در بالی، اداره سیگنال‌های استرالیا با همکاری آژانس امنیت ملی آمریکا نظارت گسترده‌ای بر میزبانان اندونزیایی داشته‌اند.

بر پایه شهادت پارلمانی کیث بی آلکساندر رئیس آژانس امنیت ملی آمریکا یکی از اهداف گردآوری اطلاعات، نگهداری تمام مکالمات تلفنی در جایی است که همیشه قابل جستجو و دسترسی باشد. هنگامی که مارک یودال نماینده ایالت کلرادو پرسید که هدف آژانس امنیت ملی، گردآوری مکالمات تلفنی تمام آمریکایی‌ها است، الکساندر جواب داد: "بله، من ایمان دارم به نفع مردم ما است که تمامی مکالمات تلفنی را در یک صندوقچه نگهداریم که هر وقت که خواستیم درون آن را جستجو کنیم".

### اهداف و روش‌ها

#### سیاسی-اقتصادی

##### گردآوری فراداده و دیگر موارد
در آمریکا، آژانس امنیت ملی، مکالمات تلفنی بیش از ۳۰۰ میلیون شهروند این کشور را ضبط می‌کند. ایکس‌کی‌اسکور ابزار نظارت بین‌المللی آژانس امنیت ملی آمریکا است که به تحلیلگران دولت امکان می‌دهد تا از پایگاه داده عظیم شامل ایمیل‌ها، چت‌های آنلاین و تاریخچه وبگردی میلیون‌ها نفر استفاده کنند. برنامه نظارت جهانی بریتانیا «تمپورا» کابل‌های فیبر نوری که پایه اصلی اینترنت را تشکیل می‌دهند رهگیری می‌کند. برنامه نظارتی پریزم، داده‌های به مقصد رسیده را مستقیماً از سرورهای شرکت‌های آمریکایی به دست می‌آورد. این شرکت‌ها مایکروسافت، یاهو!، گوگل، فیس‌بوک، پالتاک، ای‌اوال، اسکایپ، یوتیوب و اپل هستند.

##### زنجیره‌سازی تماس‌ها
آژانس امنیت ملی آمریکا با استفاده از تحلیل تماس‌های تلفنی و نگاشت ایمیل‌های شهروندان آمریکایی، برای ایجاد گرافی پیچیده از ارتباطات اجتماعی آن‌ها استفاده می‌کند که بتواند از موقعیت مکانی و زمانی هر شخص، افراد مرتبط با او، همراهان وی در هنگام جابجایی فیزیکی و دیگر اطلاعات فردی آگاهی یابد.
بر پایه اطلاعات طبقه‌بندی‌شده فاش شده توسط ادوارد اسنودن، آژانس امنیت ملی در هر روز از سال ۲۰۱۲ ایمیل و آدرس‌بوک این تعداد از افراد زیر را از طریق شرکت‌های زیر بدست آورده‌است:
- ۲۲،۸۸۱ حساب جی‌میل
- ۸۲،۸۵۷ حساب فیس‌بوک
- ۱۰۵،۰۶۸ حساب outlook.com
- ۴۴۴،۷۴۳ حساب یاهو!

در هر روز، آژانس امنیت ملی آمریکا حدود ۵۰۰،۰۰۰ لیست تماس هر شخص را از طریق سرویس‌های چت و صفحات ایمیل بدست می‌آورد. با ترکیب این داده‌ها، آژانس امنیت ملی آمریکا می‌تواند نقشه‌ای با تمامی جزئیات از ویژگی‌های فردی، حرفه‌ای، مذهبی و سیاسی هر شخص خاص بدست آورد.

##### انتقال اطلاعات
آژانس‌های فدرال آمریکا
داده‌های گردآوری شده توسط برنامه‌های نظارتی به‌طور معمول با اداره تحقیقات فدرال آمریکا (اف‌بی‌آی) و آژانس اطلاعات مرکزی آمریکا (سیا) به اشتراک گذاشته می‌شوند. به علاوه، آژانس امنیت ملی آمریکا، کار رهگیری داخلی را برای اداره مبارزه با مواد مخدر آمریکا، اداره خدمات درآمد داخلی و دیگر آژانس‌های مجری قانون انجام می‌دهد.

## کشورهای خارجی
بر پایه پیمان‌های مخفیانه آژانس امنیت ملی آمریکا، داده‌های گردآوری شده از برنامه‌های نظارتی به‌طور معمول با کشورهای عضو توافق یوکی‌یواس‌ای به اشتراک گذاشته می‌شوند. همچنین کشورهای خارجی به آژانس امنیت ملی آمریکا در انجام پروژه‌هایی مانند ایکس‌کی‌اسکور کمک می‌کنند.

### نظارت بر مبادلات مالی
شاخه خاصی از آژانس امنیت ملی آمریکا به نام «پی گیرنده پول» (Follow the Money یا FTM) بر مبادلات مالی بین‌المللی و بانکی و انتقال پول از کارت‌های اعتباری و پس از آن نظارت کرده و داده‌ها را در بانک داده‌های مالی آژانس امنیت ملی آمریکا به نام «Tracfin» ذخیره می‌کند.

### ردیابی موقعیت مکانی از طریق لوکیشن تلفن همراه
ردیابی تلفن همراه به معنی دست‌یابی به موقعیت و مختصات جغرافیایی تلفن همراه است. بر پایه واشینگتن پست آژانس امنیت ملی آمریکا از طریق شنود ارتباطات مخابراتی کابل‌هایی که شبکه‌های جهانی تلفن‌های همراه را به هم وصل می‌کنند موقعیت همه تلفن‌ها همراه را در تمام جهان ردیابی می‌کند. با انجام این کار، آژانس امنیت ملی آمریکا مختصات جغرافیایی ۵ میلیارد تلفن همراه را در هر روز بدست می‌آورد. این کار به آژانس امنیت ملی امکان می‌دهد که با ردیابی و تعیین همبستگی بین موقعیت مکانی و حرکت گوشی‌های تلفن همراه در طول زمان، از همراهی و آشنایی بین میلیون‌ها نفر آگاهی پیدا کند.
برای رمزگشایی از صحبت‌های شخصی، آژانس امنیت ملی آمریکا رمز دنباله‌ای ای۵/۱ را که رایج‌ترین فناوری رمزگذاری تلفن‌های همراه است شکسته است. بر پایه اسناد فاش شده توسط اسنودن، آژانس امنیت ملی آمریکا می‌تواند رمزگذاری ای۵/۱ را حتی وقتی کلید رمزنگاری نیز ندارد پردازش کند. به علاوه، آژانس امنیت ملی آمریکا از زیرساخت‌های تلفن همراه گوناگونی مانند ارتباط بین شرکت‌های تلفن استفاده می‌کند تا از طریق ردیابی زیرسیستم سوئیچینگ شبکه موقعیت مکانی تلفن همراه را مشخص کند.

### نفوذ به تلفن‌های هوشمند
با افزایش انفجاری فروش تلفن هوشمند در سراسر جهان، آژانس امنیت ملی آمریکا تصمیم به سوء استفاده از آن کرد. مشخصا این موضوع، موقعیت بسیار خوبی است. زیرا تلفن‌های هوشمند دارای مجموعه داده‌های (Data sets) گوناگونی هستند که برای هر آژانس امنیتی، جذاب است که نمونه این مجموعه داده‌ها، شماره‌های تماس افراد مرتبط با هر شخص، رفتار شخصی و اجتماعی، علایق، موقعیت‌های مکانی، عکس‌ها، شماره کارت‌های اعتباری و گذرواژه‌ها هستند.
بر پایه اسناد فاش شده توسط اسنودن، آژانس امنیت ملی آمریکا چندین یگان رزمی را به چندین شرکت سازنده سخت افزار و سیستم عامل، اختصاص داده که این شرکت‌ها شامل آیفون و سیستم‌عامل موبایل آی‌اواس شرکت اپل و سیستم‌عامل اندروید گوگل می‌شوند. ستاد ارتباطات دولت بریتانیا نیز تیمی را به بررسی و نفوذ به تلفن‌های شرکت بلک‌بری اختصاص داد. همچنین آژانس امنیت ملی آمریکا زیر برنامه‌های کوچکتری دارد که به «اسناد» (scripts) شناخته شده و می‌توانند ۳۸ ویژگی سیستم عامل‌های آی‌اواس ۳ و ۴ را تحت نظارت بگیرند. این نظارت‌ها شامل ویژگی‌های نقشه برداری، صندوق صوتی، عکس‌های و همچنین گوگل ارت، فیس‌بوک و یاهو! مسنجر می‌شوند.

### نفوذ به مراکز داده‌های تجاری
برعکس برنامه نظارتی پریزم که آشکارا یک برنامه برای دسترسی به اطلاعات و تأیید شده توسط دادگاه نظارت بر اطلاعات خارجی ایالات متحده آمریکا است برنامه نظارتی ماسکولار به عنوان "برنامه تجاوزکار غیر عادی" شناخته می‌شود. زیرا با روش‌های هک غیرمعمول سعی در نفوذ به مرکز داده‌های یاهو! و گوگل در تمام جهان دارد. در هنگام اجرای این برنامه در خارج از مرزهای آمریکا (یعنی اجرا در بریتانیا) آژانس امنیت ملی آمریکا فرض می‌کند که هر کسی که از یک لینک داده خارجی استفاده می‌کند یک فرد خارجی است. بنابراین می‌تواند محتوا و فراداده را در مقیاسی که در گذشته شناخته شده نبود از شهروندان و افراد مقیم در آمریکا گردآوری کند. بر پایه اسناد اسنودن، برنامه نظارتی ماسکولار به‌طور مشترک توسط آژانس امنیت ملی آمریکا و ستاد ارتباطات دولت بریتانیا انجام می‌شود.

### نفوذ به شبکه‌های ناشناس
فایوز آیز تلاش‌های بسیاری کرده تا ارتباط بین کاربرانی که مخفیانه از شبکه‌های ناشناس مانند تور (سامانه نرم‌افزاری) استفاده می‌کنند رهگیری کند. بسیاری از عملیات مخفیانه آن‌ها شامل کارگزاری کدهای مخرب در کامپیوتر کاربر ناشناس تور هنگام بازدید از وبگاه‌ها آلوده می‌شود. در برخی موارد، توسط آژانس امنیت ملی آمریکا و ستاد ارتباطات دولت بریتانیا با انحراف کاربران تور به کانال‌های نا امن، موفق به قطع دسترسی به شبکه ناشناس شده‌اند.

### نظار بر سیستم‌های رزرو هتل‌ها
تحت برنامه نظارتی نگهبان سلطنتی، آژانس‌های امنیتی ستاد ارتباطات دولت بریتانیا از یک سیستم نظارتی خودکار برای نفوذ به سیستم رزروهای کامپیوتری حداقل ۳۵۰ هتل لوکس در بسیاری از نقاط جهان استفاده می‌کند. دیگر برنامه‌های نظارتی شامل شنود تلفن‌ها رومیزی، دستگاه‌های دورنگار و همچنین کامپیوترهای شبکه هتل‌های مورد نظر می‌شوند.

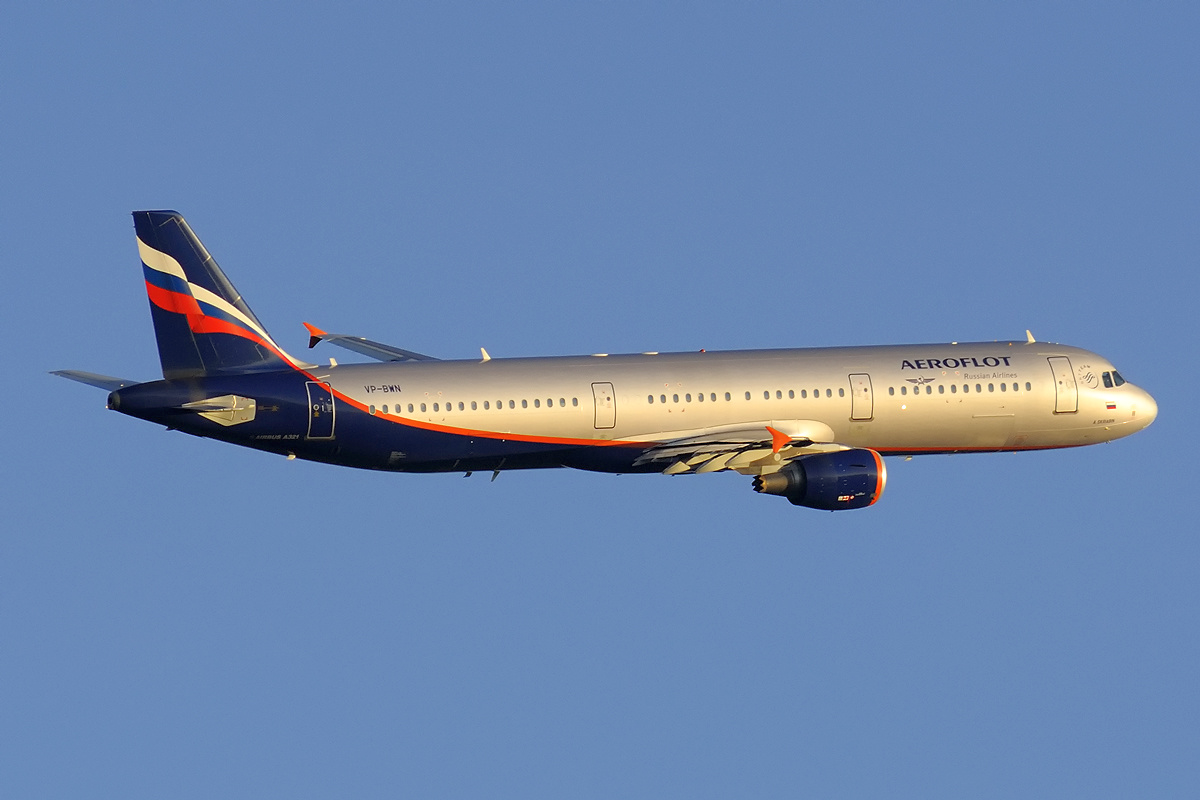
سیستم رزرو هواپیمایی آئروفلوت روسیه توسط آژانس امنیت ملی آمریکا هک شده بود

### نظارت بر واقعیت مجازی
آژانس امنیت ملی آمریکا، آژانس اطلاعات مرکزی آمریکا (سیا) و ستاد ارتباطات دولت بریتانیا بر بسیاری از شبکه‌های بازی ویدئویی آنلاین مانند بازی نقش آفرینی بر خط چندنفره گسترده مورد استفاده در دنیای وارکرفت، دنیای مجازی مورد استفاده در زندگی دوم و شبکه کنسول بازی اکس‌باکس نظارت می‌کنند.

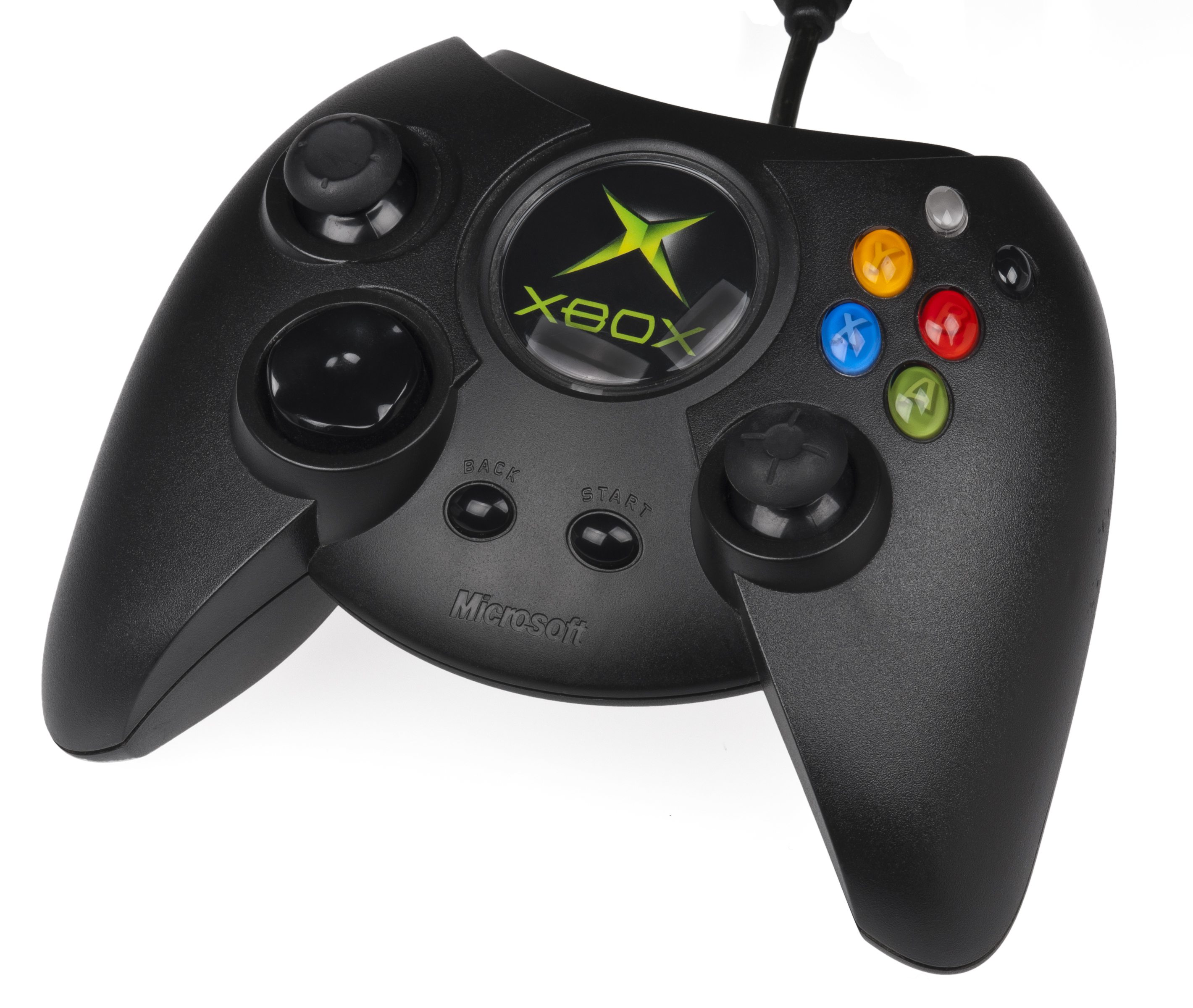
با هدف شناسایی نقشه‌های احتمالی تروریستی، شبکه بازی ویدئویی ایکس‌باکس لایو تحت نظارت بوده‌است.

### جاسوسی سیاسی
بر پایه افشاگری‌های سال ۲۰۱۳ آژانس امنیت ملی آمریکا اولویت اطلاعاتی خود را در مقیاسی از ۱ (بالاترین اولویت) تا ۵ (کمترین اولویت) تعریف می‌کند.
حدود ۳۰ کشور در اولویت ۳ قرار می‌گیرند. این کشورها در زمینه جاسوسی با آمریکا همکاری می‌کنند ولی آمریکا از آن‌ها هم جاسوسی می‌کند.
اهداف اصلی: چین، روسیه، ایران، پاکستان و افغانستان بالاترین اولویت را در فهرست جاسوسی آژانس امنیت ملی آمریکا دارند. سپس فرانسه، آلمان، ژاپن و برزیل قرار دارند. تجارت داخلی اتحادیه اروپا و ثبات اقتصادی نیز دارای اهمیت هستند. دیگر کشورهای با اولویت بالا، کوبا، اسرائیل و کره شمالی هستند.

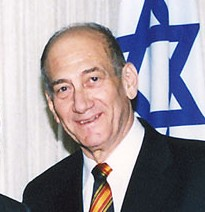
بر پایه روزنامه هاآرتص، نخست‌وزیر اسرائیل ایهود اولمرت و وزیر دفاع اسرائیل ایهود باراک در لیست اهداف نظارتی آژانس امنیت ملی آمریکا و ستاد ارتباطات دولت بریتانیا بوده‌اند.

نامرتبط: از دید یک آژانس اطلاعاتی آمریکایی، کشورهایی مانند کامبوج، لائوس و نپال به مقدار زیادی نامرتبط هستند. دولت‌های کشورهای کوچک عضو اتحادیه اروپا مانند فنلاند، دانمارک، کرواسی و جمهوری چک نیز در این دسته قرار می‌گیرند.

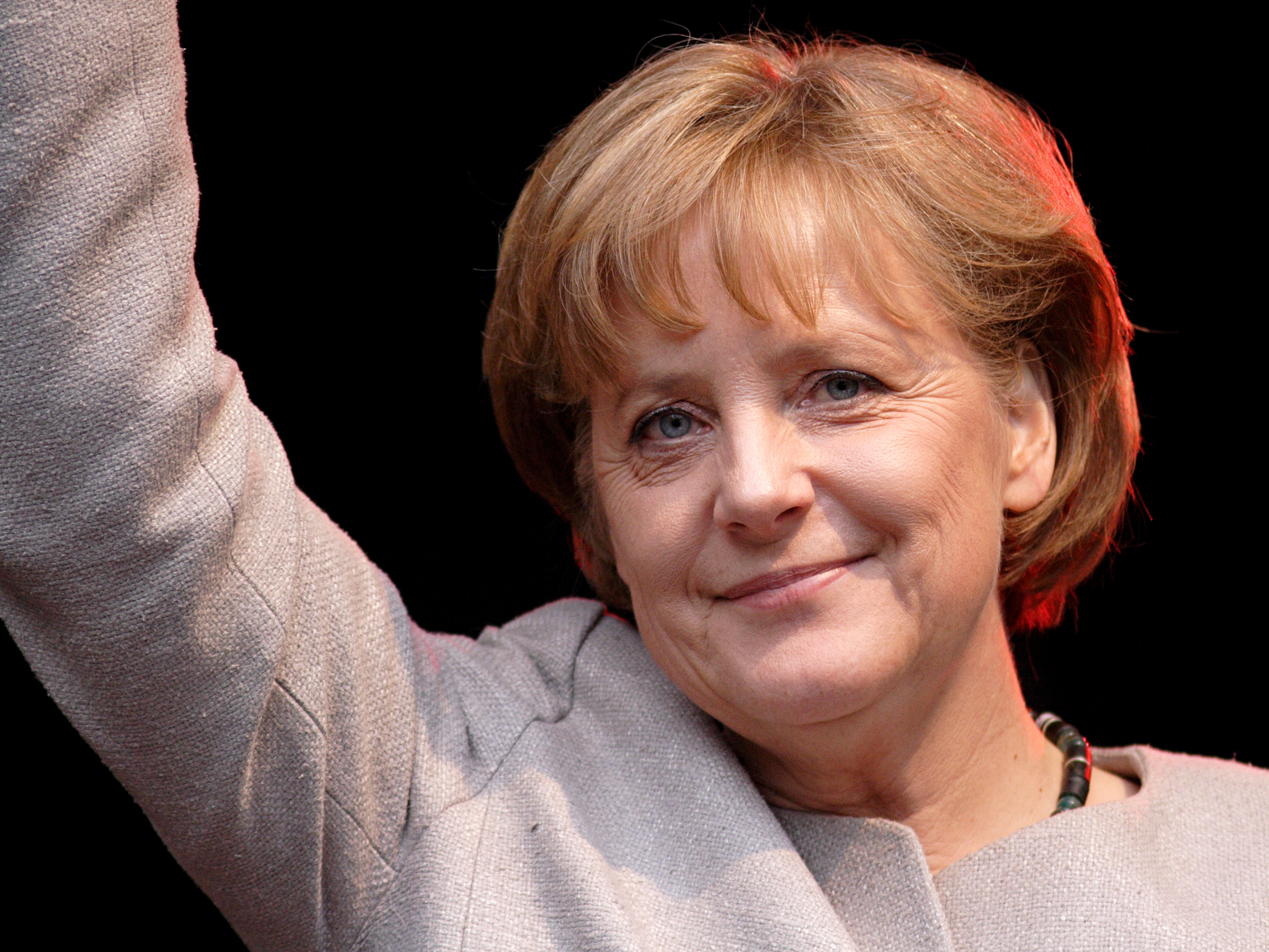
از سال ۲۰۰۲ تا ۲۰۱۳ صدر اعظم آلمان آنگلا مرکل هدف سرویس گردآوری ویژه آمریکا بوده‌است.

دیگر اهداف مهم، اعضا و طرفداران گروه اینترنتی انانیموس  و افشاگران احتمالی هستند. بر پایه گفته‌های ادوارد اسنودن، آژانس امنیت ملی آمریکا از گزارشگرانی که پس از حملات ۱۱ سپتامبر از دولت آمریکا انتقاد کرده‌اند جاسوسی می‌کند.
به عنوان بخشی از عملیات مشترک با ستاد ارتباطات دولت بریتانیا، آژانس امنیت ملی آمریکا پست‌های شنود را در ۸۰ سفارت و کنسولگری آمریکا در جهان مستقر کرده‌است. متخصصان آژانس امنیت ملی آمریکا حتی از مقر فرماندهی ناتو در بروکسل بلژیک نیز برای از کشورهای اتحادیه اروپا استفاده کرده‌اند.
در سال ۲۰۱۳ اسناد اسنودن نشان دادند که سازمان‌های بین‌المللی، مأموریت‌های دیپلماتیک و وزارت‌خانه‌های دولتی هدف جاسوسی فایو آیز بوده‌اند.
| کشور یا سازمان  | هدف | روش                                                                               |
| برزیل           | وزارت معادن و انرژی برزیل | گردآوری فراداده ضبط شده توسط تشکیلات امنیت ارتباطات کانادا (CSEC)                 |
| فرانسه          | - وزارت امور خارجه و توسعه بین‌الملل فرانسه - سفارت فرانسه در واشینگتن دی.سی.                                                                 | نفوذ به شبکه خصوصی مجازی (VPN)                                                    |
| آلمان           | سفارت آلمان در رواندا |                                                                                   |
| ایتالیا         | سفارت ایتالیا در واشینگتن دی. سی. | - نصب ایمپلنت‌های فیزیکی - کپی تمام درایو دیسک سخت موجود                           |
| هند             | - سفارت هند در واشینگتن دی. سی. - نماینده دائم هند در سازمان ملل متحد                                                                        | - کپی تمام درایوهای دیسک سخت موجود - گردآوری داده از نماگرفت                      |
| مکزیک           | دبیرخانه امنیت عمومی | هک حساب‌های ایمیل به عنوان بخشی از عملیات «Whitetamale»                            |
| اتحادیه اروپا   | - شورای اتحادیه اروپا در بروکسل - نمایندگی اتحادیه اروپا در سازمان ملل متحد در نیویورک - نمایندگی اتحادیه اروپا در آمریکا در واشینگتن دی.سی. | - نصب دستگاه‌های شنود مخفی - هک و نفوذ به شبکه خصوصی مجازی - کپی درایوهای دیسک سخت |
| سازمان ملل متحد | - مقر سازمان ملل متحد در نیویورک - آژانس بین‌المللی انرژی اتمی در وین - برنامه عمران ملل متحد - صندوق کودکان ملل متحد (یونیسف)                | - هک ارتباطات رمزگذاری شده - نفوذ به جلسات ویدئو کنفرانس داخلی                    |

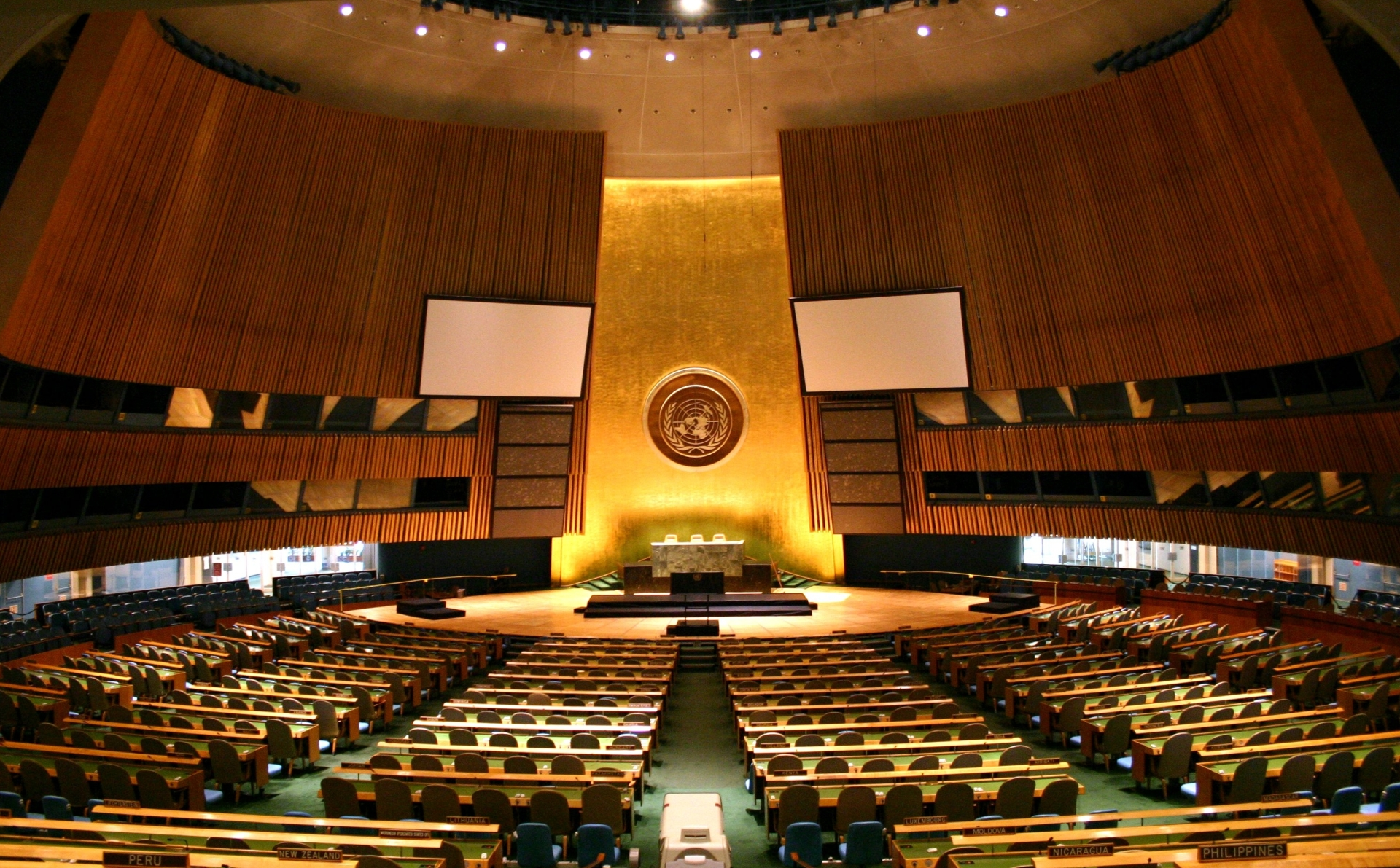
بر پایه اسناد فاش شده توسط ادوارد اسنودن، مقر سازمان ملل متحد و مجمع عمومی سازمان ملل متحد در نیویورک، هدف مأموران آژانس امنیت ملی ایالات متحده آمریکا بود که خود را به عنوان سیاست‌مدار جا می‌زدند

### همکاری بین‌المللی
در سال ۱۹۴۳ در زمان جنگ جهانی دوم، توافق بی‌آریواس‌ای بین آمریکا و بریتانیا با هدف به اشتراک‌گزاری اطلاعات امضا شد. در سال ۱۹۴۶ این پیمان با امضای پیمان یوکی‌یواس‌ای به صورت پیمان مخفی شکل رسمی به خود یافت. متن کامل این پیمان در ۲۵ ژوئن ۲۰۱۰ در اختیار عموم مردم گذاشته شد.
اگرچه این پیمان بعدها مورد بازنگری قرار گرفت تا کشورهایی چون آلمان، دانمارک، ایرلند، نروژ، ترکیه و فیلیپین  را نیز در بر گیرد اما بیشتر گردآوری اطلاعات توسط آژانس‌های اطلاعاتی فایو آیز انجام می‌شود:
 استرالیا: اداره سیگنال‌های استرالیا
 کانادا: تشکیلات امنیت ارتباطات کانادا
 نیوزیلند: دفتر امنیت ارتباطات حکومت نیوزیلند
 بریتانیا: ستاد ارتباطات دولت بریتانیا که به خاطر تأثیر خود بر کشورهایی که زمانی جزئی از امپراتوری بریتانیا بودند عمدتاً به عنوان رهبر جاسوسی تجاری جهان شناخته می‌شود
 ایالات متحده آمریکا: آژانس امنیت ملی ایالات متحده آمریکا که بیشترین بودجه و پیشرفته‌ترین توانایی فنی را بین کشورهای فایو آیز دارد.
سمت چپ: مسیر SEA-ME-WE-3 فیبر نوری کابل ارتباطی زیردریایی که از ابرقاره آفرو–اوراسیا از ژاپن تا شمال آلمان کشیده شده مهم‌ترین کابل زیردریایی مورد استفاده توسط فای آیز است. سنگاپور (نقطه آبی رنگ) که در گذشته مستعمره بریتانیا در منطقه آسیا-اقیانوسیه بوده، در مداخله و رهگیری اینترنت و ترافیک مخابراتی که از استرالیا و ژاپن تا اروپا و برعکس کشیده می‌شوند نقش حیاتی دارد. یک پیمان اشترک‌گذاری اطلاعاتی بین سنگاپور و استرالیا به تمام کشورهای فایو آیز امکان می‌دهد که به مسیر سوم SEA-ME-WE-3 دسترسی پیدا کنند.
سمت راست: مسیر کابل مخابراتی تی‌ای‌تی-۱۴ که اروپا را به آمریکا وصل می‌کند یکی از چند مسیر با ارزش در «زیرساخت‌های حیای و منابع کلیدی» آمریکا و دیگر کشورها است. در سال ۲۰۱۳ مشخص شد که مقامات بریتانیایی چندین شرکت اینترنتی و مخابراتی را تحت فشار گذاشته‌اند که به تی‌ای‌تی-۱۴ دسترسی پیدا کند.
به غیر از فایو آیز، دیگر کشورهای غربی نیز در برنامه نظارت آژانس امنیت ملی آمریکا شرکت کرده و اطلاعات را با یکدیگر به اشتراک گذاشته‌اند. آژانس امنیت ملی آمریکا در سندی به نام "شریکان تایید شده شنود الکترونیک" فهرستی از کشورهای همکار با خود دارد که به آن‌ها پول می‌دهد تا برخی فناوری‌های ویژه را توسعه دهند تا در شنود الکترونیک کمک کنند. این کشورها به دو گروه «کشورهای رده دوم» (کشورهای فایو آیز) و «کشورهای رده سوم» دسته‌بندی می‌شوند.. اگرچه شریک آژانس امنیت ملی آمریکا بودن، آن‌ها را از هدف جاسوسی قرار گرفتن توسط آژانس امنیت ملی ایالات متحده آمریکا مصون نمی‌دارد. بر پایه یکی از اسناد فاش شده: "ما (آژانس امنیت ملی آمریکا) می‌توانیم و در بیشتر موارد انجام می‌دهیم، هدف، سیگنال‌های بیشتر دیگر کشورها است".

کشورهای همکار با آژانس امنیت ملی آمریکا برای شنود دیجیتال
کشورهای رده دوم
کشورهای رده سوم

#### استرالیا
اداره سیگنال‌های استرالیا که در گذشته به عنوان اداره سیگنال‌های دفاعی شناخته می‌شد اطلاعات شهروندان استرالیا را با دیگر اعضای پیمان یوکی‌یواس‌ای به اشتراک می‌گذارد. در سال ۲۰۰۸، اطلاعات شهروندان استرالیایی با دیگر کشورها به اشتراک گذاشته شد که شامل فراداده‌های انبوه، انتخاب نشده، دست کم گرفته نشده و همچنین اطلاعات پزشکی، قانونی و مذهبی می‌شد.

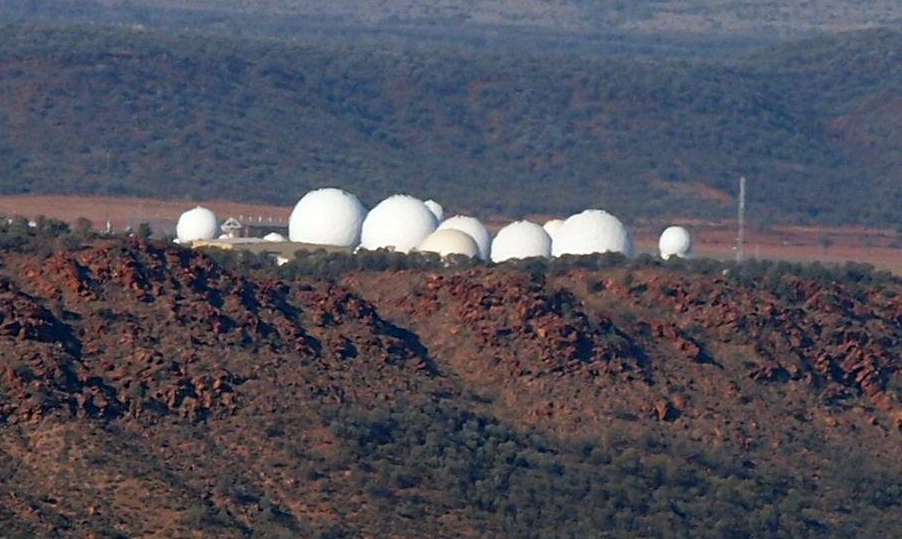
پاین گپ در نزدیکی شهر آلیس اسپرینگز در ایالت قلمرو شمالی (استرالیا) بخشی از برنامه نظارت جهانی اشلون است.

در همکاری نزدیک با دیگر اعضای فایو آیز، اداره سیگنال‌های استرالیا تجهیزات نظارتی در بسیاری از نقاط آسیای جنوب شرقی را بدون اطلاع سیاست‌مدارهای استرالیایی اداره می‌کند. همچنین اداره سیگنال‌های استرالیا با بخش امنیت و اطلاعات سنگاپور در یک عملیات بین‌المللی برای رهگیری مخابراتی کابل‌های زیردریایی نیم‌کره شرقی و اقیانوس آرام همکاری می‌کند.
در مارس ۲۰۱۷ گزارش شد که با هشدار از سوی متحدان فایو آیز، از ورود ۵۰۰ پناهنده عراقی و سوری به استرالیا در سال پیش از آن جلوگیری شده‌است.

#### کانادا
تشکیلات امنیت ارتباطات کانادا سایت‌های مخفیانه‌ای را به درخواست آژانس امنیت ملی آمریکا ایجاد و منابع لازم جهت گردآوری، پردازش و آنالیز پیشرفته را برای آژانس امنیت ملی آمریکا فراهم می‌کند. روابط شنود الکترونیک بین آمریکا و کانادا به اتحاد مخفیانه آن‌ها در جنگ جهانی دوم بر می‌گردد که با امضای توافق سی‌ای‌ان‌یواس‌ای در سال ۱۹۴۹ شکل رسمی یافت.
تشکیلات امنیت ارتباطات کانادا از سوی آژانس امنیت ملی آمریکا تعدد ۲۰ سایت نظارتی مخفیانه را در دنیا تأسیس کرده‌است.
همچنین فاش شده که تشکیلات امنیت ارتباطات کانادا از وای-فای رایگان ارائه شده در فرودگاه‌های کانادا نیز جاسوسی می‌کرده و فراداده‌های بدست آمده را برای نظارت بر مسافران و حتی روزها پس از ترک آن‌ها از فرودگاه استفاده می‌کرده‌است.

#### دانمارک
طی یک توافق مخفیانه، سرویس اطلاعات و امنیت دانمارک به‌طور منظم با آژانس امنیت ملی آمریکا تبادل اطلاعات می‌کند. به عنوان عضوی از "ناین-آیز" (9Eyes) در پیمان یوکی‌یواس‌ای، روابط دانمارک با آژانس امنیت ملی آمریکا نزدیکتر از آلمان، سوئد، اسپانیا، بلژیک یا ایتالیا است.

#### فرانسه
پس از گفتگو برای افزایش همکاری، از نوامبر ۲۰۰۶ اداره کل امنیت خارجی فرانسه روابط نزدیکی با آژانس امنیت ملی آمریکا و ستاد ارتباطات دولت بریتانیا پیدا کرده‌است. در آغاز دهه ۲۰۱۰ دامنه همکاری بین اداره کل امنیت خارجی فرانسه و آژانس امنیت ملی آمریکا در رهگیری دیجیتال به طرز بسیار چشمگیری افزایش یافت.
در سال ۲۰۱۱ یک تفهیم‌نامه رسمی برای تبادل داده بین اداره کل امنیت خارجی فرانسه و آژانس امنیت ملی آمریکا امضا شد که امکان انتقال میلیون‌ها فراداده از اداره کل امنیت خارجی فرانسه به آژانس امنیت ملی آمریکا را تسهیل می‌کند. از دسامبر ۲۰۱۲ تا ۸ ژانویه ۲۰۱۳ بیش از ۷۰ میلیون داده فراداده ضبط شده توسط آژانس‌های امنیتی فرانسه به آژانس امنیت ملی آمریکا ارائه شدند.

#### آلمان
آژانس اطلاعات فدرال آلمان به‌طور منظم فراداده‌ها را از منابع اطلاعاتی آلمان به آژانس امنیت ملی آمریکا می‌فرستد. تنها در ماه دسامبر ۲۰۱۲ آژانس اطلاعات فدرال، ۵۰۰ میلیون فراداده را در اختیار آژانس امنیت ملی آمریکا گذاشت. در مقابل، دستیابی به برنامه‌های نظارتی میرا۴ و وِراز آلمان آژانس امنیت ملی آمریکا نیز به آژانس اطلاعات فدرال اجازه دسترسی به ایکس‌کی‌اسکور را به آژانس اطلاعات فدرال آلمان داده است.

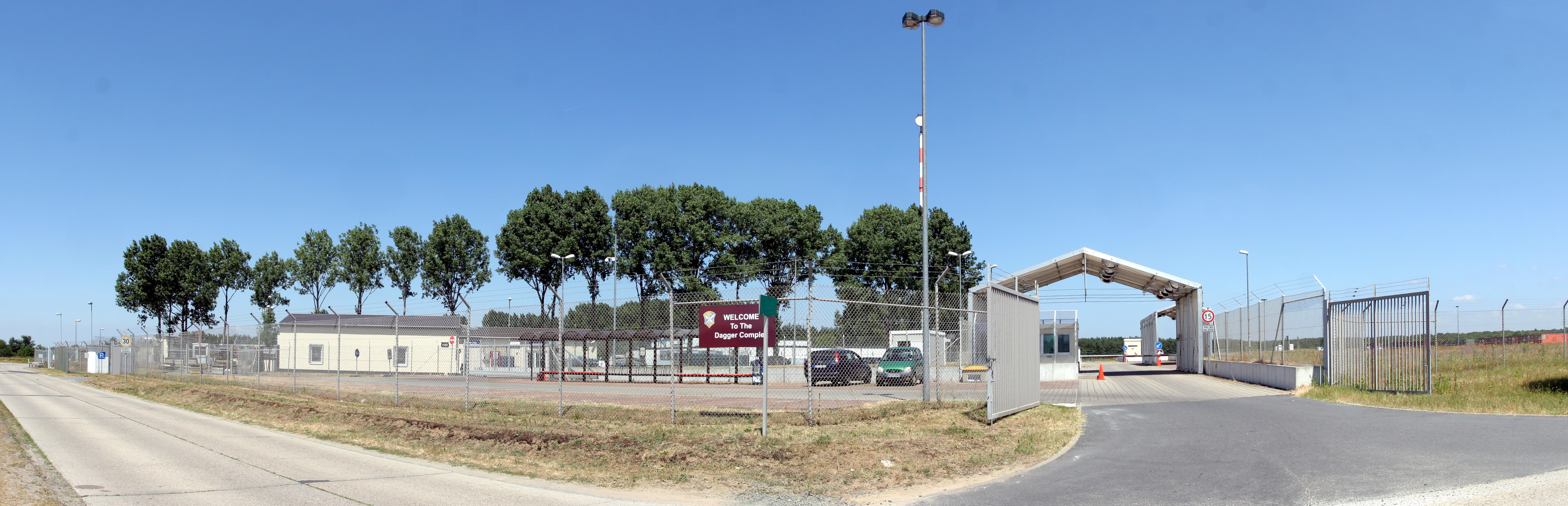
مجتمع دگر در شهر دارمشتات آلمان که از سوی آژانس امنیت ملی آمریکا توسط نیروی زمینی ایالات متحده آمریکا اداره می‌شود. مانند مرکز داده یوتا مجتمع دگر نیز می‌تواند میلیون‌ها قطعه داده را پردازش، ذخیره و رمزگشایی کنند.

در اوایل سال ۲۰۱۳ هانس-گئورگ ماسان رئیس آژانس امنیت داخلی آلمان «اداره فدرال نگهبانی از قانون اساسی» چندین بار از مقر فرماندهی آژانس امنیت ملی آمریکا دیدن کرد. بر پایه اسناد محرمانه دولت آلمان، ماسن موافقت کرد که در مقابل اجازه دسترسی به ایکس‌کی‌اسکور، اطلاعات گردآوری شده تمام افراد تحت نظارت اداره فدرال نگهبانی از قانون اساسی آلمان را در اختیار آژانس امنیت ملی آمریکا بگزارد. همچنین اداره فدرال نگهبانی از قانون اساسی همکاری نزدیک دیگری با هشت آژانس دولتی دیگر آمریکا از جمله آژانس اطلاعات مرکزی آمریکا (سیا) دارد. بر پایه پروژه ۶ که به‌طور مشترک توسط سیا، آژانس اطلاعات فدرال آلمان و اداره فدرال نگهبانی از قانون اساسی آلمان اجرا می‌شود پایگاه داده بسیار بزرگی شامل اطلاعات فردی، عکس‌ها، پلاک وسیله نقلیه، تاریخچه وبگردی و فراداده تلفن ایجاد شده تا درک بهتری از روابط جهادی‌های تحت نظر بدست آید.

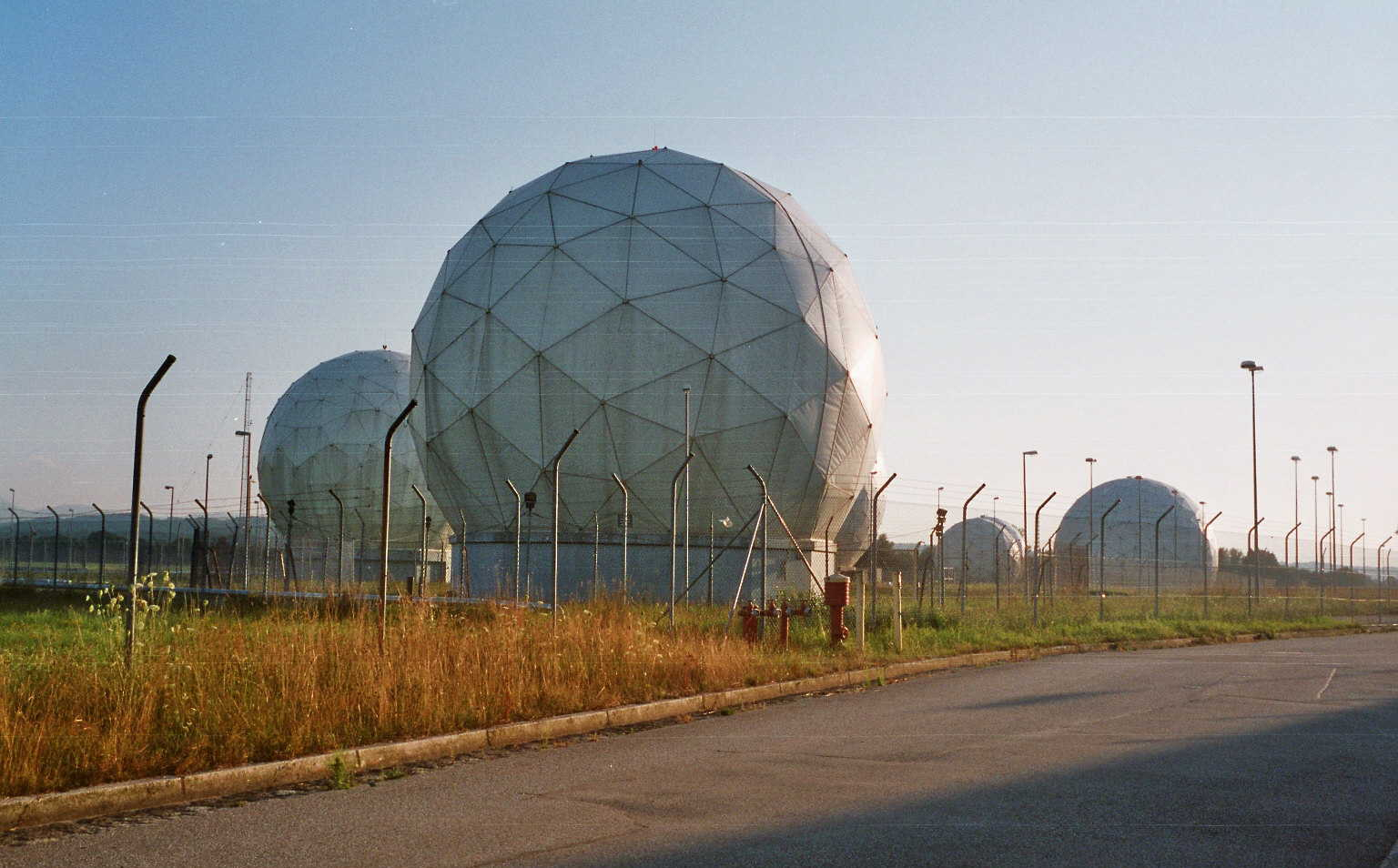
ایستگاه باد آیبلینگ در ایالت بایرن آلمان که تا اوایل دهه ۲۰۰۰ (میلادی) توسط آژانس امنیت ملی آمریکا اداره می‌شد امروزه توسط آژانس اطلاعات فدرال آلمان اداره می‌شود. به عنوان بخشی از شبکه نظارت اشلون، این ایستگاه بزرگترین پست شنود در خارج از بریتانیا و آمریکا است.

در سال ۲۰۱۲ اداره فدرال نگهبانی از قانون اساسی آلمان بیش از ۸۶۴ مجموعه داده اطلاعات شخصی را در اختیار آژانس اطلاعات مرکزی (سیا)، آژانس امنیت ملی آمریکا و هفت آژانس دولتی دیگر آمریکا قرار داد. در مقابل، آژانس اطلاعات فدرال آلمان داده‌های ۱۸۳۰ عملیات اطلاعاتی را از آژانس‌های دولتی آمریکا دریافت کرد. داده‌های تازه بدست آمده در اختیار اداره فدرال نگهبانی از قانون اساسی آلمان قرار گرفت و در یک سیستم قابل دسترس داخلی به نام سرویس اخبار اطلاعات (به آلمانی Nachrichtendienstliches Informationssystem) ذخیره شد.

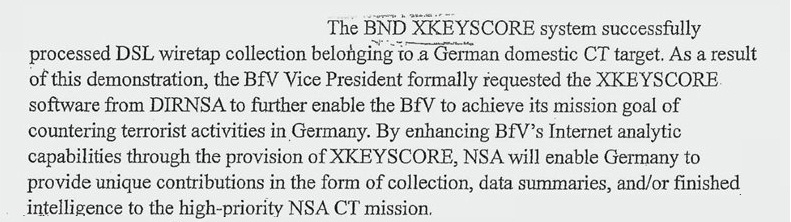
در سال ۲۰۱۳ مجله اشپیگل نشان داد که آژانس اطلاعات فدرال آلمان از ایکس‌کی‌اسکور استفاده کرد تا اهداف داخلی خود را شنود کند.

#### اسرائیل
یگان ۸۲۰۰ اسرائیل به‌طور منظم داده‌های خام و فیلتر نشده شهروندان آمریکا را از آژانس امنیت ملی آمریکا دریافت می‌کند. اگرچه استثنائاً مقامات رسمی دولت آمریکا از چنین به اشتراک گزاری‌هایی معاف هستند. بر پایه آیین‌نامه جزئیات قوانین به اشتراکگذاری داده‌های شهروندان آمریکایی، یگان ۸۲۰۰ موظف است به:
نابودسازی هرگونه داده ارتباطی خام حاصل از شنود الکترونیک که مشخص شود مربوط به مقامات دولت آمریکا بوده‌است. "مقامات دولت آمریکا" شامل مقامات شاخه اجرایی (کاخ سفید، وزارتخانه‌های کابینه و آژانس‌های مستقل)، کنگره ایالات متحده آمریکا (نمایندگان و کارکنان) و نظام دادگاه فدرال ایالات متحده آمریکا (که شامل دیوان عالی ایالات متحده آمریکا شده ولی محدود به آن نیست).

یادداشت تفاهم بین آمریکا و اسرائیل (حدود سال ۲۰۰۹)
بر پایه یک یادداشت بی‌تاریخ، قوانین اصلی برای به اشتراک‌گزاری اطلاعات بین از آژانس امنیت ملی آمریکا و یگان ۸۲۰۰ اسرائیل در مارس ۲۰۰۹ به اجرا در آمدند. تحت پیمان به اشتراک‌گزاری داده، یگان ۸۲۰۰ اجازه دارد که اطلاعات شهروندان آمریکایی (به غیر از مقامات رسمی) را تا یک سال نگهداری کند.

#### ژاپن
در سال ۲۰۱۱ آژانس امنیت ملی آمریکا از دولت ژاپن اجازه خواست که داده‌های اینترنت و تلفن انتقالی از کابل‌های فیبر نوری زیردریایی آسیا-اقیانوسیه را رهگیری کند. اما ژاپن به علت مغایرت این کار با قانون اساسی خود با آن مخالفت کرد.

#### هلند
سرویس اطلاعات و امنیت عمومی هلند داده‌های اینترنتی کاربرانی را که توسط منابع اطلاعاتی آمریکایی از طریق برنامه‌های نظارتی مانند پریزم گردآوری شده‌اند دریافت و ذخیره می‌کند. در یک جلسه در فوریه ۲۰۱۳، سرویس امنیت و اطلاعات عمومی هلند و سرویس اطلاعات و امنیت نظامی هلند با آژانس امنیت ملی آمریکا، تلاش خود را برای هک کردن چندین تالار گفتگو و گردآوری داده همه کاربرانی که از فناوری بهره‌برداری شبکه رایانه (CNE) استفاده می‌کردند شرح دادند.

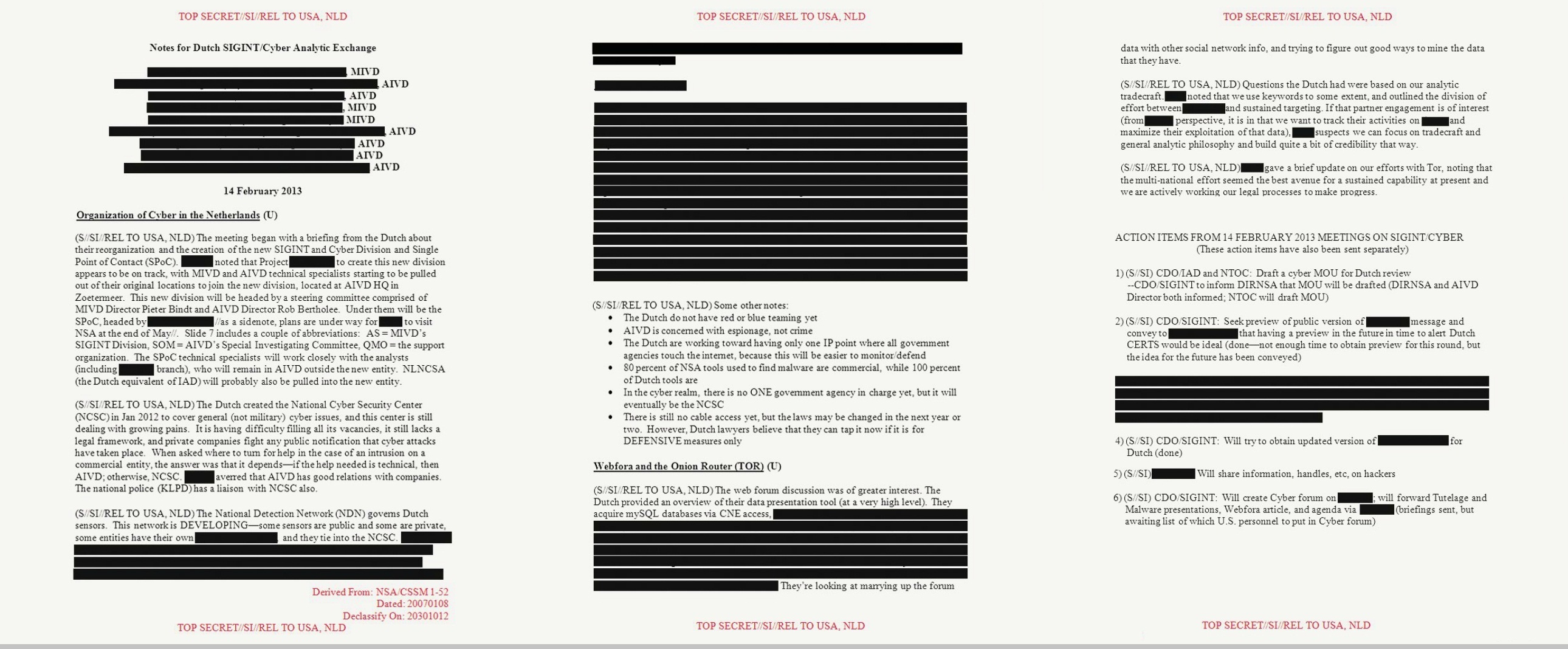
خلاصه‌ای از جلسه فوریه ۲۰۱۳ سرویس اطلاعات و امنیت عمومی و سرویس اطلاعات و امنیت نظامی هلند با آژانس امنیت ملی آمریکا

#### نروژ
سرویس اطلاعات نروژ تأیید کرده که داده‌های گردآوری شده توسط این آژانس با آمریکایی‌ها به اشتراک گذاشته می‌شود. شیل گراندهاگن رئیس اطلاعات نظامی نروژ به گزارشگران کنفرانس خبری گفت که: ما این اطلاعات را با شرکای خود به اشتراک می‌گذاریم و شرکای ما با ما. ما دربارهٔ حجم زیادی از داده ترافیک اینترنتی صحبت می‌کنیم.
در همکاری با آژانس امنیت ملی آمریکا، سرویس اطلاعات نروژ به اهداف روسیه در شبه‌جزیره کولا و دیگر اهداف غیرنظامی دسترسی پیدا کرده‌است. در کل، سرویس اطلاعات نروژ، اطلاعات مربوط به سیاست‌مداران، انرژی و جنگ افزارها را در اختیار آژانس امنیت ملی آمریکا قرار می‌دهد. یک یادداشت محرمانه آژانس امنیت ملی آمریکا، سال‌های مهم در توافق شنود الکترونیک نروژ - آمریکا (توافق نوروس) را نشان می‌دهد:
- ۱۹۵۲: آغاز غیررسمی همکاری بین سرویس اطلاعات نروژ و آژانس امنیت ملی آمریکا
- ۱۹۵۴: آغاز رسمی همکاری بین سرویس اطلاعات نروژ و آژانس امنیت ملی آمریکا با امضای توافق نوروس
- ۱۹۶۳: گسترش مفاد پیمان برای پوشش دادن اطلاعات سیگنال‌های ابزار دقیق خارجی
- ۱۹۷۰: گسترش مفاد پیمان برای پوشش دادن اطلاعات الکترونیک
- ۱۹۹۴: گسترش مفاد پیمان برای پوشش دادن اطلاعات ارتباطی

آژانس امنیت ملی آمریکا، سرویس اطلاعات نروژ را یکی از قابل اعتمادترین شرکای خود می‌داند. هر دو آژانس برای شکستن رمزنگاری سیستم‌هایی هدف مشترک هر دو آن‌ها است همکاری می‌کنند. بر پایه آژانس امنیت ملی آمریکا، نروژ هرگز به هیچ درخواستی پاسخ رد نداده است.

#### سنگاپور
وزارت دفاع سنگاپور و بخش امنیت و اطلاعات سنگاپور به‌طور مخفیانه، مقدار بسیار زیادی از ترافیک کابل‌های فیبر نوری را را که از از قاره آسیا عبور می‌کند رهگیری می‌کنند. در همکاری نزدیک با اداره سیگنال‌های استرالیا، بخش امنیت و اطلاعات سنگاپور می‌تواند مسیر SEA-ME-WE-3 (مسیر سوم جنوب شرق آسیا، خاورمیانه، اروپای غربی) و کابل‌های مخابراتی مسیر SEA-ME-WE 4 را رهگیری کند. دسترسی به این کانال‌های مخابراتی بین‌المللی، از طریق اپراتور دولتی سنگاپور (سینگ‌تل) فراهم می‌شود. شرکت هلدینگ تماسک که یک صندوق ذخیره ارزی چند میلیارد دلاری است با بیشترین سهم در سینگ‌تل، ارتباط نزدیک خود با آژانس‌های اطلاعاتی کشور را حفظ کرده‌است.
به عنوان بخشی از پیمان به اشتراک‌گزاری اطلاعات، اطلاعات گردآوری شده توسط دولت سنگاپور به دولت استرالیا انتقال داده می‌شود. این موضوع به فایو آیز امکان می‌دهد که تمامی ارتباطات نیمکره شرقی را زیر نظر داشته باشند.

#### اسپانیا
در همکاری نزدیک با آژانس‌های اطلاعاتی اسپانیا (مرکز ملی اطلاعات)، آژانس امنیت ملی آمریکا هر ماه به کلیه تماس‌های ۶۰/۵ میلیون تماس تلفنی در اسپانیا دسترسی پیدا می‌کند.

#### سوئد
تشکیلات رادیو دفاع ملی سوئد (با ارسم رمز Sardines) به فایور آیز اجازه دسترسی به کابل‌های زیر دریای بالتیک را می‌دهد. تلویزیون سوئد در ۵ دسامبر ۲۰۱۳ فاش کرد که سازمان رادیو دفاع ملی سوئد به صورت مخفیانه با هدف نظارت بر سیاست‌های داخلی روسیه، عملیات نظارتی انجام می‌داده است. این عملیات به نمایندگی از سوی آژانس امنیت ملی آمریکا انجام می‌شده که داده‌های بدست آمده را به آژانس امنیت ملی آمریکا منتقل می‌کرده‌است.
سازمان رادیو دفاع ملی سوئد نیز به برنامه نظارتی آژانس امنیت ملی آمریکا «ایکس‌کی‌اسکور» دسترسی پیدا کرده‌است.

#### سوئیس
بر پایه یک توافق محرمانه برای دور زدن محدودیت‌های نظارت داخلی، سرویس اطلاعات فدرال سوئیس به‌طور منظم اطلاعات خود را با آژانس امنیت ملی آمریکا مبادله می‌کند. همچنین آژانس امنیت ملی آمریکا به تجهیزات نظارتی سوئیس در لوک (کانتون وله) و کیرشلینداخ (کانتون برن) اجازه دسترسی دارد که هر دو بخشی از سامانه رهگیری اونیکس (Onyx) سوئیس هستند.
بر پایه سرویس اطلاعات فدرال سوئیس، این آژانس بر محتوای ارتباط کاری بین ۱۰۰ سازمان بین‌المللی نظارت می‌کند. با این حال، سرویس اطلاعات فدرال سوئیس هرگونه همکاری با آژانس امنیت ملی آمریکا را رد می‌کند. اگرچه، آژانس امنیت ملی آمریکا به برنامه نظارتی اونیکس سوئیس دسترسی مستقیم ندارد، رئیس سرویس اطلاعات فدرال سوئیس اذعان کرده که دسترسی دیگر آژانس‌های اطلاعاتی آمریکا به به برنامه‌های نظارتی سوئیس امکان‌پذیر است.

#### بریتانیا
دولت بریتانیا به آژانس امنیت ملی آمریکا اجازه داده تا داده‌های فردی شهروندان بریتانیا را ذخیره کند.
تحت پروژه مینارت، مخالفان جنگ ویتنام در آمریکا مورد هدف هر دو سازمان آژانس امنیت ملی آمریکا و ستاد ارتباطات دولت بریتانیا بوده‌اند.

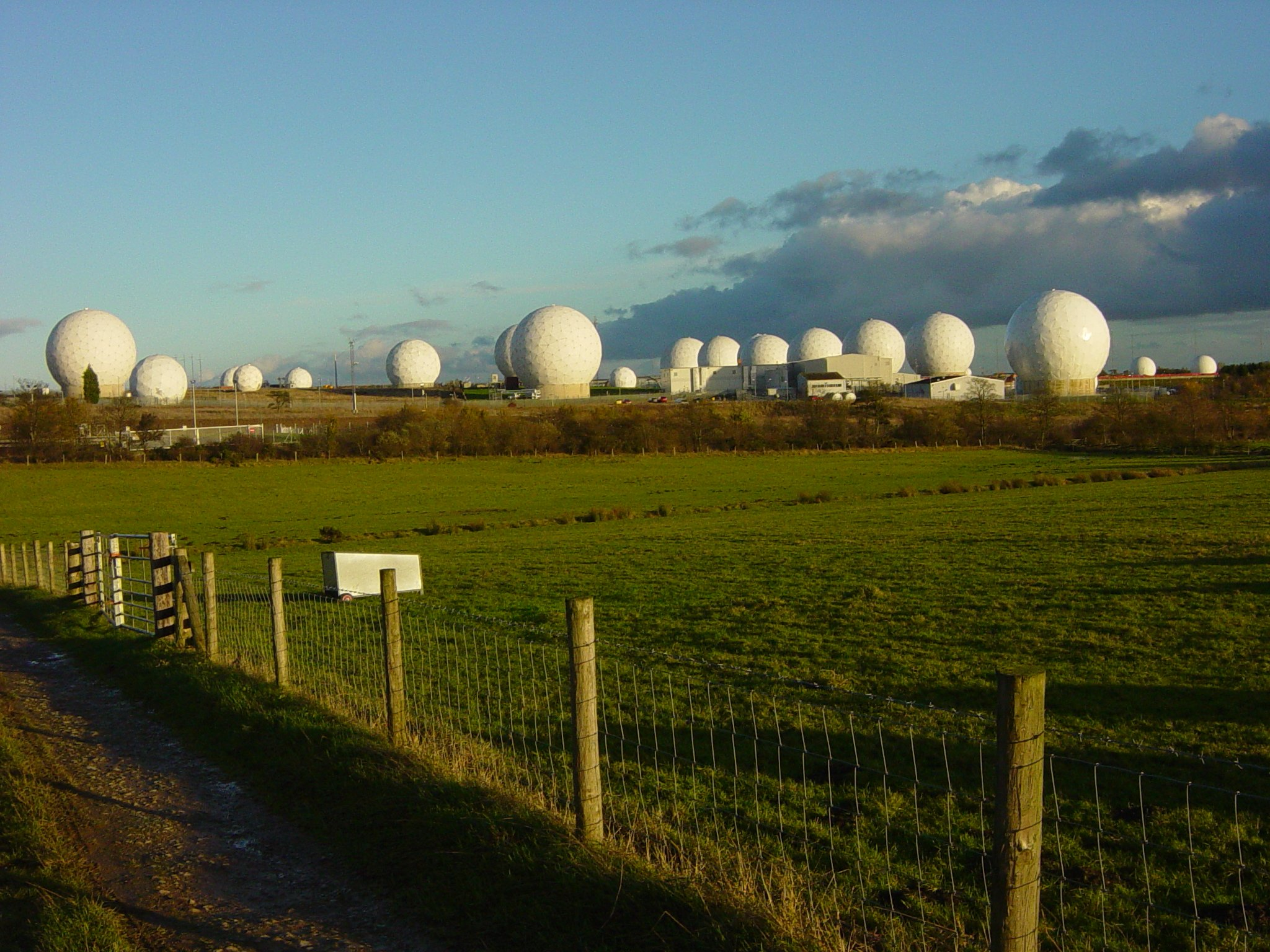
پایگاه آرای‌اف من‌وید هیل متعلق به نیروی هوایی سلطنتی بریتانیا در نزدیکی هروگیت در یورک‌شر شمالی بزرگترین پست شنود آمریکا در خارج از مرزهای آمریکا است. کارکنان نیروهای نظامی ایالات متحده آمریکا از این پایگاه برای جاسوسی از بریتانیایی‌ها برای بخش پنجم اطلاعات نظامی (ام‌آی۵) و سازمان اطلاعات مخفی بریتانیا (ام‌آی۶) استفاده می‌کردند.

#### ایالات متحده آمریکا
آژانس اطلاعات مرکزی آمریکا (سیا)
آژانس اطلاعات مرکزی آمریکا (سیا) سالانه مبلغ ۱۰ میلیون دلار به ای‌تی اند تی می‌پردازد تا به متن تماس‌های تلفنی کشورها از جمله شهروندان آمریکایی دسترسی پیدا کند.
آژانس امنیت ملی آمریکا

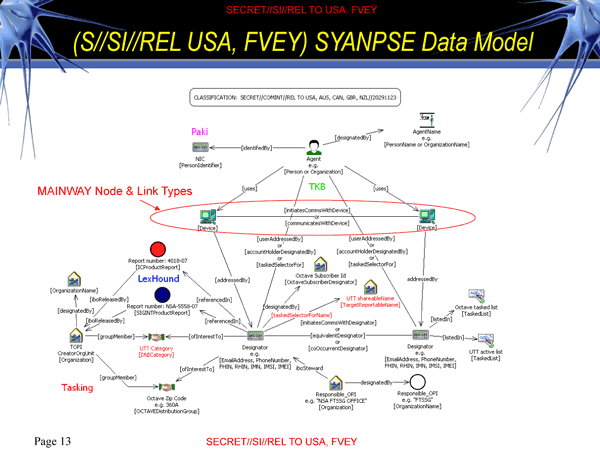
نیویورک تایمز در سپتامبر ۲۰۱۳ گزارش کرد که پس از رفع محدودیت‌ها در سال ۲۰۱۰، آژانس امنیت ملی آمریکا از داده‌های تلفنی و ایمیلی آمریکایی‌ها سوء استفاده می‌کرده است. این لغزش از عملکرد آژانس امنیت ملی آمریکا، نشان می‌دهد که چگونه یک آژانس اطلاعاتی از داده‌های ایمیلی و تلفنی برای آنالیز ارتباطات شبکه‌ای یک هدف استفاده می‌کند. بر پایه مجله تایمز آژانس امنیت ملی آمریکا می‌تواند داده‌های ارتباطی را با داده‌های اجتماعی، اقتصادی و دیگر منابع مانند کد بانکی، اطلاعات بیمه، پروفایل‌های فیس‌بوک و داده‌های مالیاتی نامشخص مطابقت دهد. این داده‌ها به غیر از شهروندان آمریکایی از مردم دیگر کشورها نیز گردآوری می‌شوند.

اداره امور خارجه آژانس امنیت ملی آمریکا با آژانس‌های اطلاعاتی خارجی و اعضای فایو آیز برای اجرای نظارت جهانی همکاری می‌کند.

## اداره تحقیقات فدرال آمریکا (اف‌بی‌آی)
اداره تحقیقات فدرال آمریکا (اف‌بی‌آی) نقش رابط را بین آژانس‌های اطلاعاتی آمریکا و غول‌های فناوری اطلاعات دره سیلیکون مانند مایکروسافت دارد.

## وزارت امنیت میهن ایالات متحده آمریکا
در اوایل دهه ۲۰۱۰، وزارت امنیت میهن ایالات متحده آمریکا در یک همکاری مشترک با اداره تحقیقات فدرال آمریکا (اف‌بی‌آی) سعی در منحل‌سازی جنبش اشغال وال استریت کرد.

## دیگر آژانس‌های اجرای قانون
آژانس امنیت ملی آمریکا کار رهگیری داخلی را برای اداره مبارزه با مواد مخدر، اداره خدمات درآمد داخلی و دیگر آژانس‌های مجری قانون انجام می‌دهد که از داده‌های رهگیری برای آغاز تحقیقات جنایی علیه شهروندان آمریکایی استفاده می‌کنند. مأموران فدرال دستور به «بازسازی» منبع این اسرار می‌دهند تا بر منبع واقعی این اسرار "سرپوش بگذراند".

## کاخ سفید
چند هفته پس از حملات ۱۱ سپتامبر جرج دابلیو بوش رئیس‌جمهور ایالات متحده آمریکا لایحه میهن‌دوستی را امضا کرد تا مطمئن شود در توانایی دولت آمریکا در اجرای نظارت جهانی هیچ اخلالی وجود ندارد. او گفت:
این قانون جدید که من امروز آن را امضا می‌کنم اجازه نظارت بر تمامی راه‌های ارتباطاتی مورد استفاده تروریست‌ها مانند ایمیل، اینترنت و تلفن همراه را می‌دهد.
در ماه مه ۲۰۱۱ باراک اوباما نیز لایحه میهن‌دوستی را تمدید کرده و گسترش داد تا به سازمان‌های دولتی اجازه روش‌های دیگر نظارت مانند شنود مخابراتی همه‌جانبه را بدهد.

### شرکت‌های همکار
بیش از ۷۰ درصد از بودجه جامعه اطلاعاتی ایالات متحده آمریکا صرف پرداخت پول به شرکت‌های خصوصی می‌شود. بر پایه مجله فوربز شرکت فناوری دفاعی لاکهید مارتین هم‌اکنون بزرگترین پیمانکار دفاعی آمریکا است و بزرگترین و قدرتمندترین شریک آژانس امنیت ملی آمریکا و بزرگترین پیمانکار دریافت‌کننده پول از این آژانس است.

#### ای‌تی اند تی
در همکاری مشترک با آژانس امنیت ملی آمریکا، شرکت مخابراتی آمریکا (ای‌تی اند تی) عملیات رهگیری اتاق ۶۴۱ای را در ساختمان اس‌بی‌سی کامیونیکیشنز در سان فرانسیسکو کالیفرنیا با هدف جاسوسی ترافیک اینترنت انجام می‌دهد. آژانس اطلاعات مرکزی آمریکا (سیا) سالانه مبلغ ۱۰ میلیون دلار به ای‌تی اند تی می‌پردازد تا به متن تماس‌های تلفنی کشورها از جمله شهروندان آمریکایی دسترسی پیدا کند.

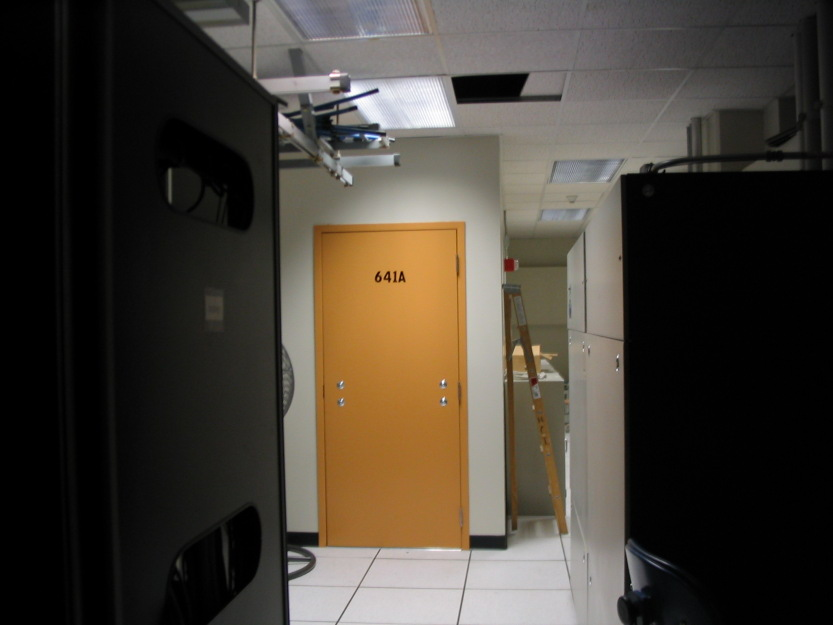
بیرون اتاق ۶۴۱ای شرکت مخابراتی آمریکا (ای‌تی اند تی) در سان فرانسیسکو کالیفرنیا که در آن عملیات رهگیری با هدف جاسوسی ترافیک اینترنت انجام می‌شود.

#### بوز آلن همیلتون
پروژه‌هایی که توسط بوز آلن همیلتون توسعه داده می‌شوند شامل گروه نوآوری استراتژیک برای شناسایی تروریست‌ها از طریق رسانه‌های اجتماعی از سوی آژانس‌های دولتی می‌شود. در دوره سال مالی ۲۰۱۳، %۹۹ درآمد بوز آلن همیلتون از سوی دولت بود که بخش بزرگی از آن توسط نیروی زمینی ایالات متحده آمریکا تأمین می‌شد. در سال ۲۰۱۳ بوز آلن همیلتون توسط بلومبرگ بیزنس‌ویک به عنوان «پرسودترین سازمان جاسوسی جهان» مورد ستایش گرفت.

#### گروه بی‌تی
گروه بی‌تی (British Telecommunications) با اسم رمز "RAMEDY" که یکی از اصلی‌ترین تأمین کنندگان خدمات مخابراتی است به ستاد ارتباطات دولت بریتانیا اجازه "دسترسی نامحدود" به اطلاعات شبکه کابل‌های زیر دریایی خود داده است.

#### مایکروسافت
ابرشرکت آمریکایی چند ملیتی مایکروسافت به آژانس امنیت ملی آمریکا در دور زدن پادمان‌های رمزگذاری نرم‌افزاری کمک کرده‌است. این شرکت اجازه نظارت بر وب چت‌های انجام شده از طریق درگاه Outlook.com را به دولت فدرال داده است. در سال ۲۰۱۳ مایکروسافت در همکاری با اداره تحقیقات فدرال آمریکا (اف‌بی‌آی) به آژانس امنیت ملی آمریکا اجازه دسترسی به سرویس میزبانی فایل مایکروساف به نام وان‌درایو را داد.

#### اورانژ اس.ای
شرکت مخابراتی فرانسوی اورانژ اس.ای. داده‌های تماس‌های تلفنی مشتریان خود را با اداره کل امنیت خارجی فرانسه به اشتراک گذاشته و داده‌ها را برای ستاد ارتباطات دولت بریتانیا رهگیری می‌کند.

شرکت مخابراتی فرانسوی اورانژ اس.ای. داده‌های تماس‌های تلفنی مشتریان خود را با آژانس‌های اطلاعاتی به اشتراک می‌گذارد.

#### آراس‌ای سکیوریتی
آراس‌ای سکیوریتی سالانه مبلغ ۱۰ میلیون دلار از آژانس امنیت ملی آمریکا دریافت می‌کند تا سیستم رمزنگاری درب پشتی محصولات خود را برملا کند.

#### استراتفور
شرکت پیش‌بینی‌های استراتژیک که معمولاً با نام «استراتفور» شناخته می‌شود یک شرکت اطلاعاتی جهانی است که اطلاعات خود را در اختیار دولت‌ها و موکلان خصوصی مانند شرکت داو کمیکال، نورثروپ گرومن، وزارت امنیت میهن ایالات متحده آمریکا، آژانس اطلاعات دفاعی و سپاه تفنگداران دریایی ایالات متحده آمریکا می‌گذارد.

#### ودافون
شرکت مخابراتی بریتانیایی ودافون (با اسم رمز Gerontic) به ستاد ارتباطات دولت بریتانیا اجازه "دسترسی نامحدود" به شبکه کابل‌های زیر دریایی خود را داده است.
همچنین در نزدیک به ۲۹ کشوری که ودافون در آن‌ها فعالیت می‌کند خطوط محرمانه ویژه‌ای به‌طور مستقیم به شبکه این شرکت وصل هستند که به آژانس‌های اطلاعاتی دولت‌ها اجازه می‌دهد کلیه ارتباطات تلفنی، اینترنتی و موقعیت فیزیکی افراد را رهگیری کنند. در برخی کشورها، دستگاه‌های اطلاعاتی، عملیات نظارت را به‌طور مستقیم و بدون دخالت شرکت‌های مخابراتی انجام می‌دهند. ودافون، به دلیل پیشگیری از دستگیری کارکنان خود، نام کشورهایی را که از شبکه مخابراتی آن‌ها جاسوسی می‌کند اعلام نکرده‌است.

#### این-کیو-تل
شرکت این-کیو-تل با حمایت دولتی سالانه بیش از ۵۶ میلیون دلار، یک شرکت سرمایه‌گذاری خطرپذیر است که به آژانس اطلاعات مرکزی آمریکا (سیا) اجازه می‌دهد در دره سیلیکون سرمایه‌گذاری کند.

#### پالانتیر تکنولوجیز
پالانتیر تکنولوجیز یک ابرشرکت داده‌کاوی و همکار نزدیک با آژانس امنیت ملی آمریکا، اداره تحقیقات فدرال آمریکا (اف‌بی‌آی) و آژانس اطلاعات مرکزی آمریکا (سیا) است. دفتر مرکزی این شرکت در پالو آلتو، کالیفرنیا قرار دارد.
این شرکت برنامه گردآوری و تحلیل داده پریزم را توسعه داده است.

## گریز از نظارت
چندین کشور مورد حمله نظارت جهانی، با ساخت مجموعه‌های پناهگاه‌های محرمانه در اعماق زمین، از این نظارت گریخته‌اند.

### کره شمالی
با وجود اینکه کره شمالی، هدف مهمی بوده اما اسناد داخلی آژانس امنیت ملی آمریکا نشان می‌دهند که این آژانس از کیم جونگ-اون و مقاصد رژیم او چیز زیادی نمی‌داند.

### ایران
در اکتبر ۲۰۱۲ اسماعیل احمدی‌مقدم رئیس پلیس ایران اعلام کرد که گوگل یک موتور جستجوی وب نیست. بلکه یک ابزار جاسوسی برای آژانس‌های اطلاعاتی غربی است. شش ماه بعد در آوریل ۲۰۱۳ ایران اعلام کرد که با هدف گریز از نظارت جهانی، قصد معرفی نرم‌افزار "گوگل ارت اسلامی" را دارد.

### لیبی
لیبی با ساخت پناهگاه‌های عمیق و مستحکم شده در عمق ۱۲ متری زیرِ زمین از نظارت گریخت.

## گاهشمار افشاگری‌ها
افشاگری ادوارد اسنودن دربارهٔ فعالیت‌های نظارتی آژانس امنیت ملی آمریکا در ادامه نشت خبری است که از اویل دهه ۲۰۰۰ میلادی آغاز شده‌است. یک سال پس از حملات ۱۱ سپتامبر، ویلیام بینی مأمور اطلاعاتی پیشین آمریکا به انتقاد از جاسوسی آژانس امنیت ملی آمریکا از شهروندان آمریکایی پرداخت.
پس از آن دیگر افشاگری‌های نیز رخ دادند. در ۱۶ دسامبر ۲۰۰۵ نیویورک تایمز گزارشی را با تیتر "جرج دابلیو بوش به آمریکا اجازه می‌دهد تا بدون محاکمه، از تماس‌های تلفنی جاسوسی کند" چاپ کرد. در سال ۲۰۰۶ یواس‌ای تودی، مدارک بیشتری از نظارت داخلی آژانس امنیت ملی آمریکا بر شهروندان آمریکایی ارائه کرد. این گزارش در ۱۱ می سال ۲۰۰۶ منتشر شد که در آن از «پایگاه داده بزرگ» آژانس امنیت ملی آمریکا از گردآوری و ضبط تماس‌های ده‌ها میلیون شهروند آمریکایی خبر می‌داد. بر پایه یواس‌ای تودی این داده‌های تلفنی از سوی چندین شرکت بزرگ فراهم‌کننده سرویس مخابرات چون ای‌تی اند تی، ورایزن کامیونیکیشنز و بل‌ساوت فراهم شده بودند. در سال ۲۰۰۸ «بابک پاسدار» تحلیل‌گر امنیتی، وجود به اصطلاح «مدار کوانتیکو» را فاش کرد که او و تیمش در سال ۲۰۰۳ هنگام به روزرسانی سیستم امنیتی حامل، یافتند. این مدار برای دولت فدرال آمریکا یک در پشتی را به ارائه دهنده بی‌سیم بی‌نام فراهم می‌کرد که بعدها مستقلا به نام ورایزن کامیونیکیشنز شناخته شد.

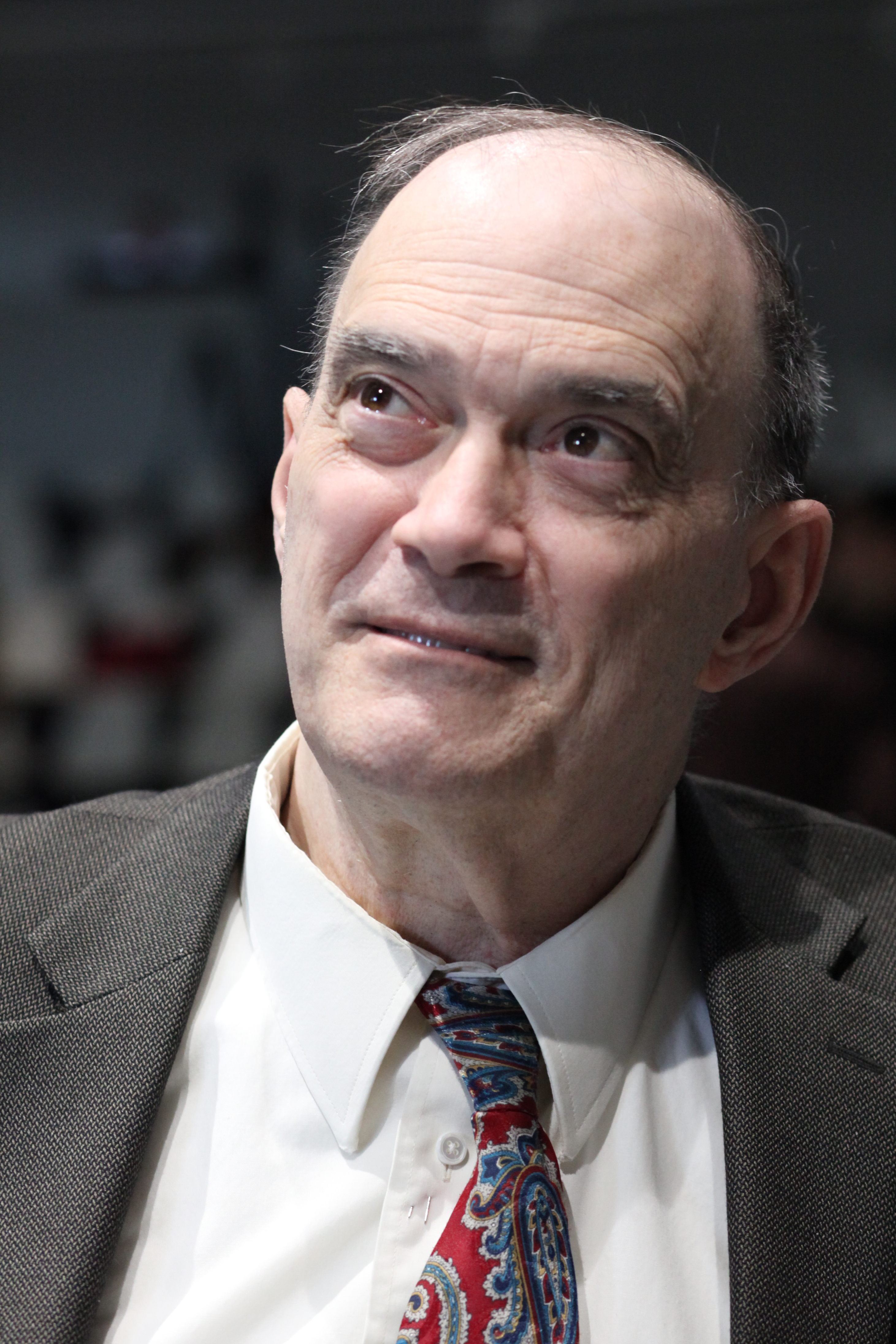
ویلیام بینی

ادوارد اسنودن نخستین بار در اواخر سال ۲۰۱۲ با خبر گاردین، گلن گرینوالد تماس گرفت. افشاگری‌های او تاکنون ادامه دارند.

## بر پایه موضوع
اسناد فاش شده توسط ادوارد اسنودن در سال ۲۰۱۳ شامل حکم‌های دادگاه، دست‌نوشته‌ها و اسناد سیاست‌گذاری مربوط به بازه گسترده‌ای از فعالیت‌های نظارتی می‌شوند.

## تأثیر
افشاگری‌های نظارت جهانی باعث تنش‌های دوجانبه بسیاری، بین آمریکا و بسیاری از متحدان و شرکای اقتصادی آن مانند اتحادیه اروپا شد. در ۱۲ آگوست ۲۰۱۳ باراک اوباما از ایجاد یک هیئت مستقل از متخصصان خارجی برای بازرسی از برنامه نظارت جهانی آژانس امنیت ملی آمریکا خبر داد. این هیئت توسط رئیس اطلاعات ملی جیمز کلپر تأسیس می‌شود که به اعضای آن مشاوره داده و کمک‌رسانی می‌کند.
بر پایه بررسی انجام شده توسط گروه حقوق بشر انجمن جهانی قلم این افشاگری‌ها تأثیری دلسردکننده بر نویسندگان آمریکایی داشته‌اند. به خاطر ترس از ریسک مورد هدف نظارت قرار گرفتن توسط دولت، %۲۸ از اعضای آمریکایی انجمن جهانی قلم، استفاده خود از رسانه‌های اجتماعی را محدود کرده و %۱۶ با پرهیز از نوشتن دربارهٔ موضوعات جنجال برانگیز، اقدام به خودسانسوری کرده‌اند.